# Geert Wilders
Geert Wilders (Venlo, 6 september 1963) is een Nederlands politicus, oprichter, partij- en fractievoorzitter van de Partij voor de Vrijheid (PVV). Hij begon zijn politieke loopbaan in 1990 als beleidsmedewerker bij de VVD en werd in 1997 gemeenteraadslid in Utrecht. In 1998 werd hij lid van de Tweede Kamer voor de VVD. Na een breuk met die partij in 2004 richtte hij de PVV op, waarmee hij in 2006 voor het eerst deelnam aan de Tweede Kamerverkiezingen en negen zetels behaalde.
Onder leiding van Wilders groeide de PVV uit tot een invloedrijke partij met vertegenwoordiging in de Tweede Kamer, Eerste Kamer, het Europees Parlement, Provinciale Staten en enkele gemeenteraden. In 2010 bood de PVV gedoogsteun aan het kabinet-Rutte I, een minderheidscoalitie van VVD en CDA. Deze samenwerking eindigde in 2012 toen Wilders weigerde akkoord te gaan met voorgestelde bezuinigingsmaatregelen. In 2023 behaalde de PVV 37 zetels en werd daarmee de grootste partij in de Tweede Kamer. De PVV leidde vanaf juli 2024 een coalitie van vier partijen onder leiding van minister-president Dick Schoof. Op 3 juni 2025 heeft Wilders na dagen van mislukte onderhandelingen over een migratieplan zijn steun ingetrokken in kabinet-Schoof en daarmee viel het kabinet.
Wilders staat bekend om zijn uitgesproken standpunten over islam en immigratie. Hij beschouwt de islam als een bedreiging voor westerse waarden en pleit onder meer voor het verbieden van de Koran en het sluiten van moskeeën in Nederland. Daarnaast wil hij immigratie vanuit islamitische landen stoppen en heeft hij gepleit voor het afnemen van stemrecht van Nederlanders met een dubbele nationaliteit. Hoewel hij jarenlang pleitte voor een "Nexit", heeft hij dit standpunt in recente jaren afgezwakt ten gunste van hervormingen binnen de EU.
Wilders is meerdere keren vervolgd vanwege controversiële uitspraken. In 2016 werd hij door de rechtbank schuldig bevonden aan groepsbelediging vanwege zijn “minder Marokkanen”-uitspraak, maar er werd geen straf opgelegd. In hoger beroep handhaafde het gerechtshof deze uitspraak in 2020 en in cassatie bevestigde ook de Hoge Raad dit oordeel in 2021.

## Jeugd
Geert Wilders groeide op in een rooms-katholiek gezin van vier in Venlo, Limburg. Zijn vader, Johannes Henricus Andreas Wilders, werd geboren in Maasbree in Nederland, terwijl zijn moeder, Maria Anne Ording, afkomstig was uit Soekaboemi, een stad in het voormalige Nederlands-Indië.
Zijn grootmoeder aan moederszijde, Johanna Magdalena Meijer, maakte deel uit van een Indisch-Nederlandse familie. Zijn grootvader aan moederszijde, Johan Ording, werkte bij het Ministerie van Koloniën als adjunct-directeur financieel toezicht in Oost-Java. Na ontslag wegens “ernstig wangedrag” keerde hij niet terug naar Nederlands-Indië en ontving hij geen pensioen, wat leidde tot financiële problemen voor het gezin.
Wilders behaalde zijn middelbareschooldiploma aan het St. Thomas College in Venlo, waar hij zowel een mavo- als een havo-opleiding afrondde. Na zijn middelbare school schreef hij zich in bij de Stichting Opleiding Sociale Verzekeringen (SOSV) in Amsterdam, waar hij een opleiding volgde gericht op sociale verzekeringen en administratieve functies. Wilders combineerde deze opleiding met werkervaring bij een verzekeringsmaatschappij, wat hem een praktische basis gaf voor zijn latere carrière in de politiek.
Tijdens zijn militaire dienst sprak Wilders met opluchting over het feit dat hij nooit een tent hoefde te delen met soldaten uit West-Duitsland tijdens gezamenlijke NAVO-oefeningen. Deze afkeer van Duitsers werd mede beïnvloed door de ervaringen van zijn vader. Zijn vader werkte tijdens de Tweede Wereldoorlog als adjunct-directeur bij de Chemische Fabriek L. van der Grinten (het latere Océ), en moest onderduiken om aan de nazi's te ontsnappen. Deze gebeurtenissen lieten diepe sporen na in het gezin Wilders.
Wilders werkte na zijn diensttijd van 1980 tot 1982 in Israël op een mosjav, waar hij zich naar eigen zeggen onmiddellijk geheel thuis voelde en zag hij hoe "het land vocht voor zijn bestaansrecht". Met het in Israël verdiende geld reisde hij door de Arabische landen in de regio, waarbij hem "de grove onderdrukking door niet-democratische leiders", de angst voor hen en de haat ten aanzien van Israël bij zou blijven. Na zijn terugkomst in Nederland haalde hij een aantal deelcertificaten voor rechtsgeleerdheid aan de Open Universiteit. Ook werkte hij enkele jaren bij de Ziekenfondsraad en de Sociale Verzekeringsraad.

## Vroege politieke loopbaan (1989-2004)
Wilders werd in 1989 lid van de rechts-liberale VVD en kwam op 1 oktober 1997 als raadslid voor deze partij in de Utrechtse gemeenteraad, waar hij tot april 1998 diende. Een jaar later werd hij Tweede Kamerlid. Wilders was voor zijn Kamerlidmaatschap al betrokken geweest bij de VVD-fractie als fractiemedewerker, onder leiding van Frits Bolkestein, waar hij als speechschrijver actief was op het gebied van sociale zaken en sociaal-economisch beleid. Later was hij als Kamerlid zelf mentor van voormalig Nederlands minister-president Mark Rutte.

### Eerste jaren in de Tweede Kamer (1998-2001)
Bij zijn entree als parlementariër kwam Wilders in het voorjaar van 1999 in de publiciteit met plannen om de uitkeringsrechten van WAO'ers met psychische klachten in te perken, waarmee hij een reputatie van "rechtse liberaal" verwierf. Met zijn kritiek joeg hij niet alleen de oppositie tegen zich in het harnas, maar ook de paarse coalitiegenoten PvdA en D66. Inkomensafhankelijke subsidies voor langdurig werklozen, zoals de individuele huursubsidie, zouden volgens hem moeten worden verlaagd, als prikkel om de werklozen aan de slag te krijgen. Wilders hield vol dat zijn voorstellen niet "asociaal" waren, maar juist "uiterst sociaal". Met betrekking tot de hardheid van zijn formuleringen verklaarde hij "geen diplomaat, maar politicus" te zijn.
In december 1999 toonde Wilders zich in een Kamerdebat bezorgd over moslimextremisme in het Midden-Oosten, Noord-Afrika, Turkije, Afghanistan, de Kaukasus en Centraal-Azië. Welgestelde individuen en stichtingen in Saoedi-Arabië zouden terroristische groeperingen financieel steunen. Internationale samenwerking zou vereist zijn om dit te bestrijden. Wilders heeft overigens als VVD-Kamerlid van de bestrijding van de islam als zodanig niet altijd een punt gemaakt. Hij zei in een uitzending van Barend en Van Dorp van 24 september 2001 dat hijzelf en de VVD "niets tegen de islam" hadden en noemde de oproep van Pim Fortuyn tot een Koude Oorlog tegen de islam "een verwerpelijke opmerking, omdat deze daarmee alle moslims op een hoop gooit". In de uitzending, die later als YouTube-filmpje tijdens de gemeenteraadsverkiezingen van 2010 weer opdook, verklaarde Wilders dat er met de islam "niets mis" is. Hij noemde de islam destijds een "te respecteren godsdienst". Gevraagd naar een reactie, zei Wilders hierover dat hij destijds "nog gebukt ging onder het juk van Van Aartsen en Dijkstal". Dijkstal bestreed echter dat Wilders door de VVD in zijn vrije meningsuiting zou zijn beperkt.
Wilders legde voorts in de uitzending uit 2001 uit dat hij zich alleen richtte tegen "het kleine stukje moslimextremisme dat je in veel islamitische landen aantreft". Bezorgdheid van VVD-zijde om de internationale ordening kwam in die tijd voort uit het belang van Nederland 'als middelgrote handelsnatie' bij 'een stabiele internationale omgeving'. Wilders kreeg van het GPV bijval; D66 zei nog niet te zien waar het Wilders precies om ging binnen 'de totale problematiek van het Midden-Oosten en het vredesproces aldaar'; ook GroenLinks ging in debat.

### Opkomst in het publieke debat (2001-2004)

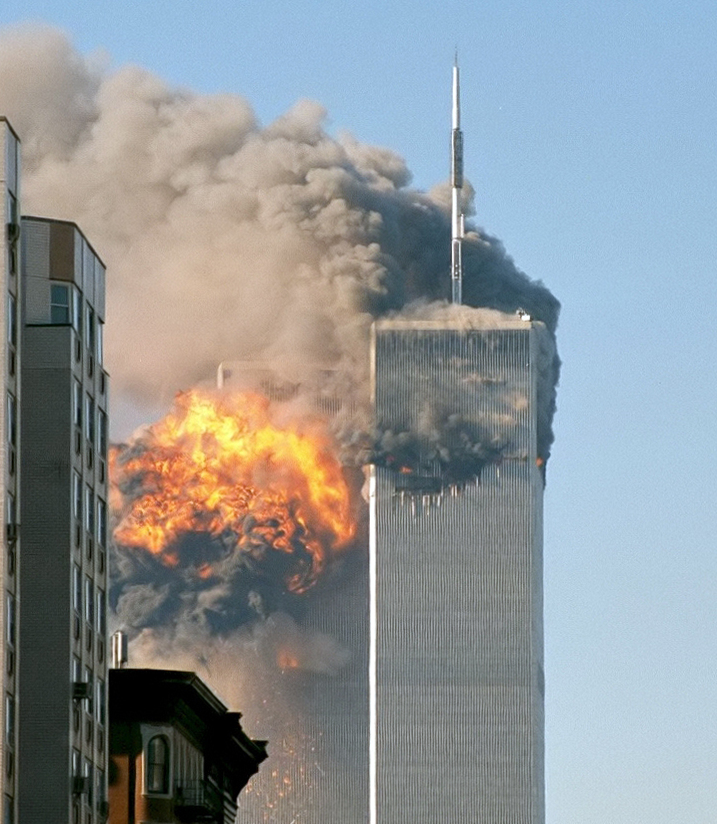
Wilders' islamkritiek kreeg vooral na de aanslagen op 11 september 2001 veel aandacht.

Na de aanslagen op 11 september 2001 groeide de aandacht voor Wilders' standpunten ten aanzien van de islam. In november 2001 stelde Wilders samen met partijgenoot Frans Weisglas dat, naast Afghanistan, ook Saoedi-Arabië, Iran en Syrië "bakermatten van intolerantie, extremisme en terrorisme" zijn, bijvoorbeeld wegens het financieren van "islamitisch-extremistische en terroristische organisaties". Hij profileerde zich in deze tijd als fel gekant tegen islamitisch terrorisme, maar kreeg weinig bijval. Voor de Tweede Kamerverkiezingen van mei 2002 had de kandidatencommissie – waarvan de latere premier Mark Rutte een van de  leden was – Wilders op nummer 30 geplaatst. Zodoende was hij na de verloren verkiezingen, waarbij de VVD 24 zetels haalde, Kamerlid af. Na de installatie van het Kabinet-Balkenende I vertrokken 5 leden van de VVD-fractie uit de Kamer om als bewindspersoon aan de slag te gaan. Ook Loek Hermans verliet de Kamer, waardoor op 26 juli 2002 Wilders opnieuw werd geïnstalleerd als Tweede Kamerlid. Bij de Tweede Kamerverkiezingen van januari 2003 stond Wilders op de veertiende plek op de kieslijst – lager dan staatssecretaris Rutte op 11 – en keerde als mentor van Rutte terug. Als enig Kamerlid vroeg Wilders steeds weer aandacht voor wat hij zelf "de risico's van moslimterreur" noemde. Ook stelde hij er tijdens debatten vragen over.
Ondanks verzet van de fracties van PvdA, GroenLinks en de SP wist Wilders een meerderheid te verwerven voor een motie waarin de toenmalige minister van Buitenlandse Zaken Van Aartsen werd gevraagd een analyse te maken van het moslimextremisme, inclusief "de mogelijke gevolgen voor Europa en Nederland". Die analyse bleef daarop lang uit, maar uiteindelijk volgde in december 2001, twee jaar nadat de motie werd aangenomen en drie maanden na de aanslagen in de VS, alsnog de notitie Islamitisch radicalisme. Zowel Wilders als zijn partijgenoot Frans Weisglas uitten harde kritiek op wat Wilders "een teleurstellend stuk" noemde. Wilders stelde vervolgens honderd vragen, een ongebruikelijk hoog aantal voor een stuk van vijfentwintig kantjes. Wilders stelde dat Van Aartsen "in feite bleef steken en weinig visie gaf." Hij vroeg de minister of hij de regeringen van Saoedi-Arabië, Syrië en Iran "ooit had durven aanspreken" op hun directe steun aan Hamas, de Islamitische Jihad en Hezbollah, volgens hem terroristische organisaties.
Binnen de VVD voer Wilders steevast een uitzonderlijk conservatief-liberale koers, wat wrijving veroorzaakte met partijgenoten. Op 26 maart 2003 stelden Wilders en Ayaan Hirsi Ali schriftelijke Kamervragen aan de regering over ronselen in Nederland voor de Jihad. De minister antwoordde op 16 april. Kort voor 10 april 2003, toen de Amerikanen in de oorlog in Irak Bagdad al hadden veroverd, vroeg Wilders om een spoeddebat over moslimfundamentalisme en moslimextremisme in Nederland. Tegenover de Volkskrant sprak hij over het gevaar van Iran, Saoedi-Arabië en Syrië voor Europa. Een groot deel van het Westen, Nederland incluis, zou dat onderschatten. Als voorbeeld noemde hij de vermeende ontwikkeling van langeafstandsraketten door Iran. Wilders rekende Saoedi-Arabië tot de "as van het kwaad", wegens de steun van dit land aan extremistische organisaties. De radicalisering van de bevolking in Iran, Saoedi-Arabië en Syrië en elders zou volgens Wilders toenemen door de oorlog in Irak, een ontwikkeling die op haar beurt "de enorme migratiestromen van islamieten naar Europa" tot een zorgelijke kwestie zou maken.
Op 12 april 2003 stelde Wilders met Hirsi Ali dat de islamitische gemeenschap in Europa en in Nederland in hoog tempo radicaliseerde en terreurdaden aan het voorbereiden zou zijn in Europa en Nederland. In een gesprek met de Volkskrant in november 2003 zei Wilders dat de VVD een "ruk naar rechts" zou moeten maken. Ook hekelde hij de vakbonden en het "laffe" standpunt van het kabinet inzake de Irak-crisis (wel politieke, geen militaire steun). De aanwezigheid van moslims in Nederland noemde hij een "multicultureel drama".
Als Tweede Kamerlid kwam hij in de landelijke publiciteit door het inzenden van stukken voor de opiniepagina's van de landelijke dagbladen. Deze ingezonden stukken gingen onder meer over het buitenlands beleid inzake het Midden-Oosten, Israël en Iran, maar ook over binnenlandse sociaal-economische onderwerpen. Hij schreef deze stukken alleen of samen met onder andere VVD-Tweede Kamerleden Frans Weisglas en Ayaan Hirsi Ali. In de stukken keerde telkens een waarschuwing terug voor een toegeeflijke houding ten aanzien van islamitisch extremisme.

## Beginjaren PVV (2004-2009)

### Breuk met de VVD (2004)

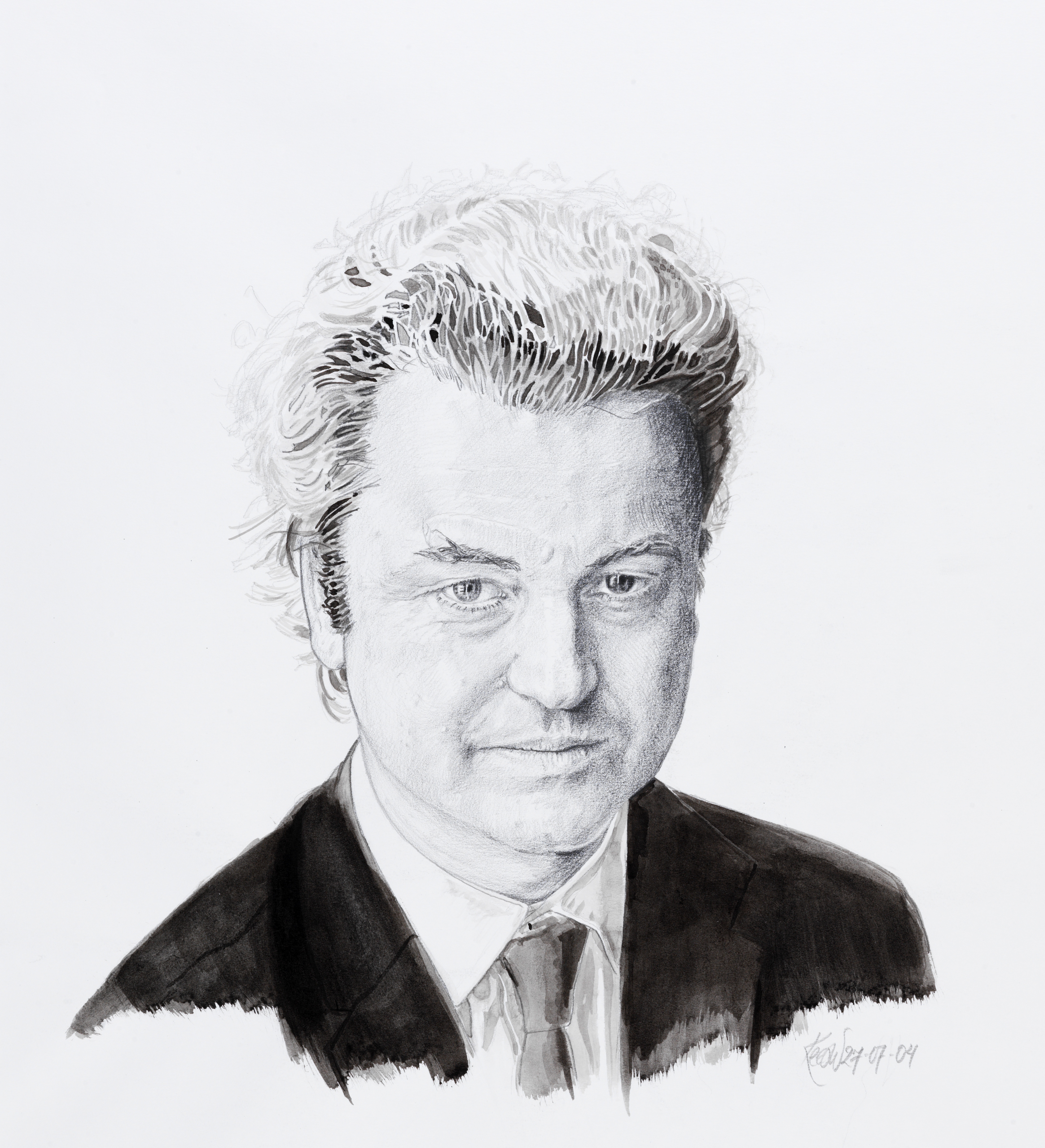
Geert Wilders door Kees Wennekendonk (2004)

Wilders werd in juni 2004 gepasseerd voor de functie van staatssecretaris van Sociale Zaken en Werkgelegenheid. In juli 2004 publiceerden Wilders en zijn VVD-fractiegenoot Gert-Jan Oplaat een op persoonlijke titel opgesteld manifest met tien stellingen "bedoeld voor de interne discussie binnen de VVD". Ze wilden de partij een rechtsere koers laten varen en haar het behoudende gezicht teruggeven. Ze stelden onder meer dat radicale moslims Nederland moeten worden uitgezet. Verder pleitten zij voor het principe van three strikes and you're out, waarbij wetsovertreders na drie misdrijven levenslang zouden moeten krijgen, zouden de uitgaven aan ontwikkelingssamenwerking moeten worden gehalveerd, moest de maximumsnelheid op de Nederlandse wegen omhoog en zou de VVD op geen enkele wijze medewerking moeten verlenen aan de vorming van een derde paars kabinet in de toekomst. Ook stelden zij dat Turkije nooit lid zou mogen worden van de Europese Unie. Ze namen met hun stellingen ook afstand van het pleidooi van de sociaal-liberale staatssecretarissen Rutte en Schultz van Haegen om van de VVD juist een sociaal-liberale partij te maken.
Eind augustus 2004 kwam het tot een confrontatie als gevolg van twee gebeurtenissen. Ten eerste, door het manifest dat Wilders met Oplaat publiceerde en, ten tweede, door Wilders' daadwerkelijke weigering in te stemmen met de officiële mening van zijn fractie dat Turkije, wanneer dit land aan bepaalde voorwaarden voldoet, ooit EU-lid zou kunnen worden. Wilders wilde Turkije op basis van culturele verschillen uitsluiten van de EU en weigerde zich te onderwerpen aan de fractiediscipline. Dit was een principieel punt, want de VVD deelde haar mening met een ruime Kamermeerderheid, en Wilders' tegenstem zou de besluitvorming niet beïnvloeden. Fractievoorzitter Jozias van Aartsen dreigde Wilders uit de fractie te zetten: Wilders moest zich in zijn publieke optredens matigen of anders zijn Kamerlidmaatschap opgeven. Enkele weken voor het reces had hij een interview aan het weekblad HP/De Tijd gegeven waarin hij aankondigde hoofddoekjes "rauw te lusten". Wilders reageerde fel op het ultimatum en eiste een gesprek met Van Aartsen, maar de fractieleider wees op het aangekondigde jaarlijks evaluatieweekeinde van de fractie. Van Aartsen ontkende als zou de VVD Wilders pootje willen lichten. Mocht Wilders uit de fractie stappen, dan zou Oplaat hem niet volgen, zo liet deze weten.
Op 2 september 2004 werd de breuk tussen Wilders en de rest van de VVD-fractie een feit, na de gerezen verwikkeling die ook leidde tot allerlei speculaties over de kracht van de partij, terwijl ook geopperd werd dat hij meer had kunnen bereiken indien hij lid van de fractie en de partij was gebleven. Wilders' positie was onhoudbaar geworden. Hij besloot verder te gaan als eenmansfractie en koos daarvoor de naam Groep Wilders. Dit besluit viel niet goed bij de VVD. Omdat Wilders bij de verkiezingen onvoldoende voorkeurstemmen had verkregen om direct te zijn verkozen, vond een deel van de VVD dat hij zijn zetel moest afstaan aan de partij. Toen hij dat weigerde, werd hij beschuldigd van "zetelroof". Binnen de partij was er echter ook kritiek op de wijze waarop de wrijving tot een breuk had geleid met dit Kamerlid wiens standpunten duidelijk de rechtsere achterban sterk aanspraken. Oud-minister Nijpels stelde dat Wilders met zijn standpunten "een extreemrechtse partij, zoals Janmaat heeft gehad" wilde oprichten.
Zelf zei Wilders een nieuwe partij of beweging te willen oprichten, maar daarbij niet de fouten van de LPF te willen herhalen. In opiniepeilingen bleek de eenmansfractie met deze aangekondigde, maar nog niet bestaande partij bij eventuele verkiezingen op meerdere Kamerzetels te kunnen rekenen: daags nadat Maurice de Hond vier zetels voorspelde, berichtte NIPO dat het er negen zouden kunnen worden. Bijna twee weken later kon hij rekenen op twaalf zetels indien hij zou meedoen aan verkiezingen, zo bleek uit een peiling van Maurice de Hond. Aanvankelijk werd verondersteld dat de Groep Wilders een eenmansfractie zou blijven.
Wilders richtte zich tot het publiek met een ingezonden stuk in de Volkskrant. Daarin gaf hij zijn uitgesproken mening over de politieke toestand in Nederland en stelde dat er ruimte zou zijn voor een nieuwe politieke partij, die zou kunnen worden aangevoerd door Wilders zelf, Joost Eerdmans (toen LPF), Marco Pastors (Leefbaar Rotterdam) en Bart Jan Spruyt van de Edmund Burke Stichting.

### Onafhankelijk lid Tweede Kamer (2004-2005)
Wilders ontwikkelde snel het idee verder uit van een eigen partij of "beweging", waarvan de door hem bezet gehouden zetel in de Tweede Kamer het begin zou moeten zijn. Zijn fractiemedewerker werd Martin Bosma. Hij kondigde aan campagne te zullen voeren tegen de Europese Grondwet en een EU-lidmaatschap voor Turkije.
Om aan zijn streven uitdrukking te geven, liet Wilders zijn eenmansfractie vanaf 13 september 2004 naar buiten treden als "Groep Wilders - Partij voor de Vrijheid". Officieel bleef de fractie in het parlement Groep Wilders heten, omdat de Kamerreglementen een naamswijziging niet toestaan. Al snel werd hij binnen de VVD herkend als een "concurrent" die bij volgende verkiezingen het rechtsere electoraat sterk zou aanspreken en stemmen bij de VVD zou weglokken, wat leidde tot discussies over hoe de VVD zich dan zou kunnen profileren.
Wilders oogstte veel steunbetuigingen met het door hem geuite voornemen een eigen partij te beginnen. Inmiddels was in het Nederlandse politieke klimaat de discussie over de islam opgelaaid, met name na de moord op Theo van Gogh. Zelf benadrukte Wilders dat het hem niet alleen om de islam ging, maar ook om "de Haagse cultuur". Toch domineerden zijn standpunten over de islam de commentaren.
Wilders werd in oktober 2004 met onthoofding bedreigd in een islamitische video, die werd verspreid via een jihadistische site op het internet. Op de video werd Wilders, onder begeleiding van Arabische muziek, een "afgod" genoemd die wegens "spotten met islam" door onthoofding ter dood moest worden gebracht. "Beloning voor deze opoffering is het paradijs", zo meldde de video, waarop ook Ayaan Hirsi Ali werd afgebeeld. In verband met de vele bedreigingen die ook reeds eerder tegen hem waren geuit in verband met zijn uitspraken over de islam werd Wilders vanaf 14 oktober 2004 beveiligd, naar aanleiding van de internetvideo. Hij vond dat hij zijn werk als parlementariër niet meer kon doen en ook dat hij gehinderd werd in zijn streven de door hem beoogde partij gestalte te geven. Hij werd ondergebracht op een "geheime extra beveiligde locatie", waarover later werd gepubliceerd dat het Kamp Zeist zou zijn geweest.
De bedreigingen weerhielden Wilders er niet van zijn standpunten verder uit te dragen. Er kon volgens De Volkskrant een verharding in zijn standpunten worden opgemerkt. Later in oktober 2004 publiceerde hij samen met Spruyt een stuk in Het Parool waarin zij betoogden dat de islam een bedreiging zou vormen voor de Nederlandse rechtsstaat. Nadat Wilders eerder had verklaard alleen "de excessen" van de islam te willen bestrijden, stelde hij nu de gehele religie ter discussie. Kort hierna werd Theo van Gogh vermoord. Wilders reageerde met de mededeling zich daardoor niet te laten afschrikken.
Hoewel hij eerder had aangekondigd te willen wachten tot de volgende Tweede Kamerverkiezingen, liet Wilders in het tv-programma Nova weten dat hij reeds met Bart Jan Spruyt van de conservatieve Edmund Burke Stichting had gesproken over de oprichting van een "liberaal-conservatieve partij". Niet alle conservatieven bleken even gecharmeerd van de gedachte met Wilders in zee te gaan. Enkele CDA-prominenten verlieten hierop deze stichting. Zowel Wilders als Spruyt ontkenden stellig gezamenlijk een politieke partij te willen oprichten. Spruyt trad wel op als adviseur van Wilders. De niet door iedereen even gewenste associatie met Wilders bleef de stichting nog lang bezighouden.
Kort daarna werd in het Haagse Laakkwartier een terroristische cel opgerold. Jason Walters en Ismail Akhnikh waren volgens bronnen bij justitie van plan Hirsi Ali en Wilders te vermoorden. De Dienst Nationale Recherche besloot de twee op te pakken nadat de Algemene Inlichtingen- en Veiligheidsdienst (AIVD) de tip had doorgespeeld wat de twee van plan waren. Meerdere fundamentalistische moslimjongeren zouden volgens de AIVD voorbereidingen hebben getroffen voor aanslagen op politici, waarbij vooral Ayaan Hirsi Ali en Geert Wilders doelwit zouden moeten worden. In dezelfde maand richtte Wilders de Stichting Groep Wilders op en begon hij met een inzameling voor die nog op te richten partij, waarover hij beloofde in 2005 meer bekend te zullen maken.
Eind november 2004 stond Wilders in de peilingen voor de Tweede Kamer op een zeteltal van circa dertien, wat vooral ten koste ging van de VVD die op dat moment slechts op zo'n 22 zetels uitkwam. In december 2004 liet Wilders weten zich niet veilig te voelen in de Tweede Kamer. Zijn zetel, op de laatste rij recht onder de balustrade van de publieke tribune, achtte hij te gemakkelijk bereikbaar voor kwaadwillenden. In de Kamer werd het aanbrengen van kogelvrij glas tussen de publieke tribune en de vergaderzaal geopperd, om zo de veiligheid van parlementariërs te garanderen. Hij kreeg hierop een andere plek toegewezen, verder naar voren.

### Aanloop Partij voor de Vrijheid (2005-2006)
In maart 2005 maakte Wilders in een "onafhankelijkheidsverklaring" van 19 pagina's bekend wat zoal de programmapunten van zijn partij zouden zijn bij volgende verkiezingen. Daarbij somde hij een reeks rechtse standpunten op, waaromtrent hij zelf stelde dat ze niet nationalistisch waren, maar "patriottisch". In de commentaren werd vooral gewezen op de overeenkomsten met de standpunten van Pim Fortuyn en de LPF. Met zijn programma wilde Wilders aantonen dat de partij die hij bezig was op te richten, "geen anti-islampartij" zou zijn. Hij had het stuk in de ik-vorm geschreven en het gegoten in de vorm van een onafhankelijkheidsverklaring, die hij vergeleek met de Acte van verlating uit 1581. Wilders verklaarde zich "onafhankelijk van de elite". Het land zou opnieuw worden geregeerd door een politieke elite van "incompetente" en "laffe en bange mensen" die het land zouden hebben "geschaakt" en die "onvoldoende opkomt voor het behoud van onze democratische rechtsstaat, onze veiligheid, onze welvaart en onze onafhankelijkheid".
In de opiniepeilingen bleef Wilders' nog niet bestaande partij stijgen. Jan Nagel (oprichter van Leefbaar Nederland) adviseerde Wilders hierop om een "heel streng selectiebeleid" te voeren bij het vormen van een kandidatenlijst. Peter Langendam (voormalig LPF-voorzitter) vreesde dat weinig Nederlanders bereid zouden zijn om zich aan te sluiten bij een politicus die zwaar beveiligd wordt. Eind maart 2005 begon Wilders met een dagbladadvertentie met de werving van kandidaten voor de volgende verkiezingen en in april 2005 publiceerde hij zijn boek Kies voor vrijheid. Hoewel het boek was uitgevoerd in geel en blauw, de kleuren van de LPF, schreef hij dat hij wilde voorkomen een 'LPF 2' te worden. Later zou hij dan ook niet ingaan op hints door een overstap naar de LPF deze zieltogende partij nieuw leven in te blazen. In mei 2005 begon Wilders met zijn eigen politieke campagne gericht tegen de Europese Grondwet.

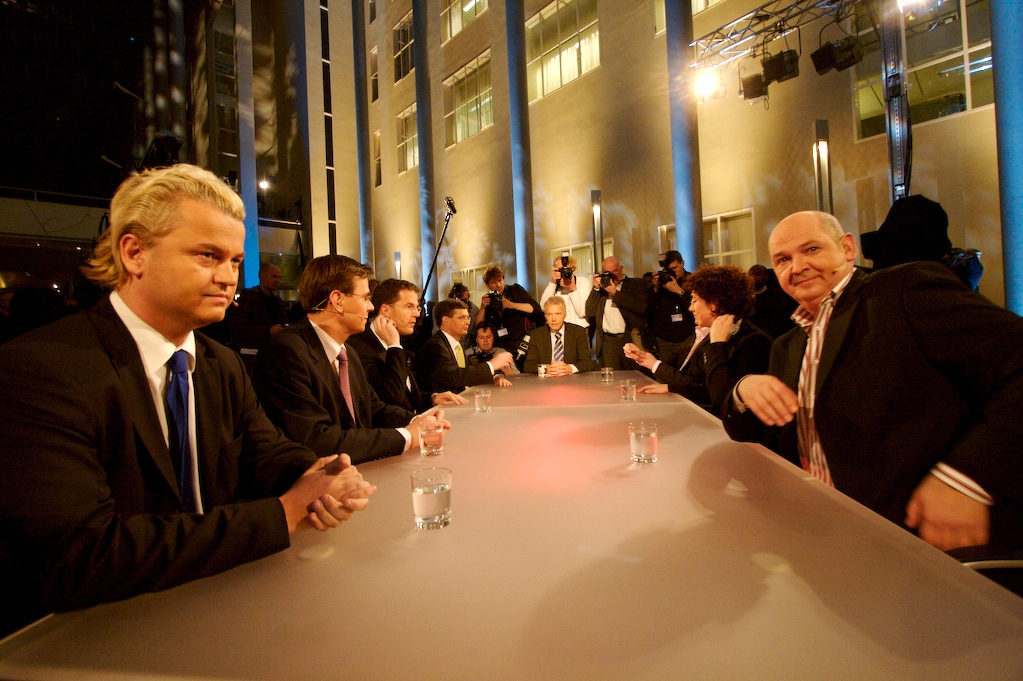
Wilders (links) tijdens het slotdebat van de Tweede Kamerverkiezingen 2006. Bij die verkiezingen behaalde de PVV 9 zetels.

In februari 2006 publiceerde Wilders cartoons over de islamitische profeet Mohammed uit de Deense krant Jyllands-Posten op zijn website, nadat deze opschudding hadden veroorzaakt onder moslims in verschillende landen. Dit leverde hem bedreigingen op. De belagers bedreigden volgens de berichten niet alleen Wilders zelf, maar ook "zijn naasten". Zeker twee van zijn bedreigers bleken op de hoogte te zijn van een voormalig woonadres van hem. De haatpost zou zelfs uit Marokko komen, volgens de krant het AD, dat mails had ingezien. De meeste dreigmails leken afkomstig van moslims die zich door hem beledigd voelden. Ook enkele "autochtonen" zouden hem doodsbedreigingen hebben gezonden.
Wilders plaatste naar eigen zeggen de cartoons om "op te komen voor de vrijheid van meningsuiting en de Denen een hart onder de riem te steken" in de cartoonaffaire.
Later die maand maakte Wilders bekend dat de Groep Wilders de naam voor een overgangsperiode zou veranderen in Groep Wilders/Partij voor de Vrijheid en uiteindelijk, na de Tweede Kamerverkiezingen van 2006, enkel nog Partij voor de Vrijheid zou gaan heten. In maart 2006 werd het verkiezingsprogramma bekendgemaakt, getiteld Klare wijn. Onder de nieuwe naam Partij voor de Vrijheid nam de partij van Wilders deel aan de Tweede Kamerverkiezingen 2006. De partij haalde negen zetels, fors meer dan de meeste opiniepeilingen vooraf hadden ingeschat.

### Fitna, strafvervolging en oppositie (2006-2009)
Begin 2007 diende Wilders een motie van wantrouwen in tegen de staatssecretarissen Nebahat Albayrak en Ahmed Aboutaleb vanwege hun dubbele nationaliteit. D66-leider Pechtold zei daarop op 21 maart 2007 in de Volkskrant dat Wilders duidelijkheid moest scheppen omtrent het feit of zijn vrouw haar Hongaarse nationaliteit nog had. Wilders zei dat familieleden van politici geen onderwerp van discussie horen te zijn, tenzij er tevens sprake zou zijn van een functionele relatie. Hij voegde hieraan toe dat wat hem betreft afschaffing van de dubbele nationaliteit voor iedereen zou gelden.

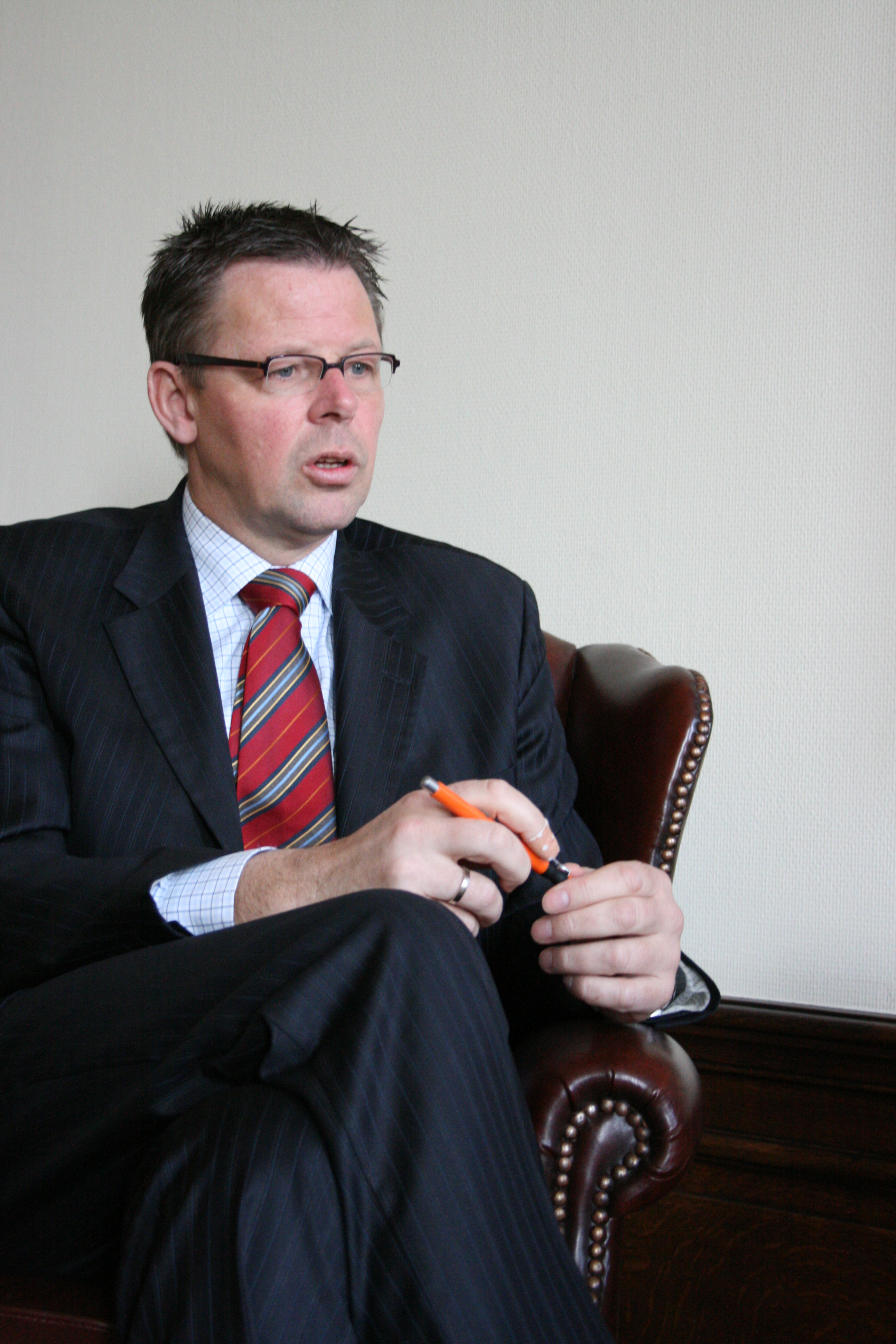
Doekle Terpstra ageerde in een opiniestuk in Trouw in 2007 tegen "de kwade boodschap van Wilders" en "de verWildering van de samenleving".

In december 2007 maakte voorzitter van de HBO-raad en oud-vakbondsvoorzitter Doekle Terpstra zijn plannen bekend om een tegenbeweging op te richten om Wilders' ideeën over onder andere allochtonen te stoppen. Terpstra noemde Wilders eerder "het kwaad dat gestopt moet worden". Het initiatief werd "Nederland benoemt en bouwt" genoemd en kreeg vorm toen op 2 januari 2008 op de voorpagina van Trouw een paginabrede oproep werd geplaatst namens Terpstra en enkele tientallen medestanders, om "problemen in de samenleving te benoemen, aan te pakken en op te lossen, zodat burgers zich met elkaar verbinden". Wilders, die niet met name werd genoemd in de advertentie, noemde het initiatief 'walgelijk' en omschreef de ondertekenaars als "onnozele en naïeve dwazen" en als "dhimmi's". Een jaar later bood Terpstra zijn excuses aan omdat hij Wilders als "het kwaad" bestempeld had.
In november 2007 maakte Wilders via De Telegraaf bekend te werken aan een film over de Koran. Op 9 februari 2008 maakte Wilders de naam van de film bekend: Fitna, dat staat voor "beproeving" en "het kwaad" in het Arabisch.
Nog voordat de film uitkwam veroorzaakte deze veel opschudding; onder andere de ministers Ernst Hirsch Ballin (Justitie), Guusje ter Horst (Binnenlandse Zaken) en Maxime Verhagen (Buitenlandse Zaken) wezen Wilders op de gevolgen die de film volgens hen zou kunnen hebben. Zowel in binnen- als buitenland maakt men zich zorgen dat de inhoud van de film kwetsend voor moslims zou kunnen zijn, en risicovolle reacties zou kunnen oproepen op het gebied van openbare orde, veiligheid en economie. Het kabinet bereidde zich voor op de mogelijke gevolgen die uitzending van de film zou kunnen hebben in het binnen- en buitenland. Wilders gaf in een reactie op 22 januari 2008 in Nova hierop aan dit "te zot" en "onbegrijpelijk" te vinden, omdat nog niemand de inhoud van de film kende. In januari 2008 werden GroenLinks-Tweede Kamerlid Tofik Dibi en zeven activisten van de Internationale Socialisten (IS) gearresteerd nadat zij op de Dam in Amsterdam demonstreerden tegen Wilders waarbij zij posters verspreidden waarop Wilders werd afgebeeld met de bijgaande tekst "Extremist - brengt u en de samenleving ernstige schade toe". Wilders vond dat de politie hen niet had mogen oppakken, wel verklaarde hij de IS "een abjecte club" te vinden en merkte hij op dat dit soort uitlatingen een sfeer kon creëren die tot geweld tegen hem kon leiden.
Fitna verscheen op 27 maart 2008 op Liveleak, maar werd kort daarna verwijderd na bedreigingen richting medewerkers van Liveleak. De film was toen al verspreid naar onder meer YouTube, RapidShare en The Pirate Bay. Na de vertoning van Fitna ging Wilders op 1 april een debat met de Tweede Kamer aan. Behalve zijn eigen fractie hadden alle fracties forse kritiek op Wilders. Ook de ministers Balkenende, Hirsch Ballin en Ter Horst zaten tijdens het debat in het regeringsbankje. Volgens deze ministers had Wilders reeds in november 2007 de hoofdlijnen van zijn film aan hen kenbaar gemaakt, waarbij hij ook gezegd zou hebben aan het eind van de film bladzijden uit de Koran te laten verscheuren en te verbranden. Wilders noemde deze opmerkingen van de drie ministers "klinkklare onzin" en kondigde aan het vertrouwen in het kabinet-Balkenende op te zeggen. De aantekeningen bleken gebaseerd te zijn op andere bronnen dan het gesprek van 7 november 2007.
Op 23 juli 2008 kwam Elsevier naar buiten met de informatie dat drie PVV-Kamerleden begin maart in het geheim naar Nationaal Coördinator Terrorismebestrijding (NCTb) Tjibbe Joustra waren gestapt met het verzoek om bescherming uit angst voor de reacties op de film. Om het verzoek kracht bij te zetten, verstrekten zij - en dus niet Wilders - informatie over de inhoud van Fitna. De Volkskrant meent daarentegen, op basis van een analyse van het Tweede Kamerdebat, dat mogelijk niet de regering maar Wilders loog in de kwestie rond de inhoud van Fitna. Wilders ging niet in op het voorstel van Femke Halsema (GroenLinks) een parlementair onderzoek in te stellen.
Nadat op 30 juni 2008 het Openbaar Ministerie (OM) in Amsterdam oordeelde dat Wilders niet vervolgd zou worden wegens discriminatie, kondigde hij een dag later, op 1 juli, aan te overwegen een tweede Koranfilm uit te brengen. Tegen de beslissing van het Openbaar Ministerie om niet tot vervolging over te gaan werd door acht klagende partijen een Artikel 12 Sv-procedure begonnen. De uitkomst van deze procedure was dat op 21 januari 2009 het gerechtshof van Amsterdam aan het Openbaar Ministerie beval om Wilders te vervolgen wegens het aanzetten tot haat en discriminatie tegen moslims en hun geloof. Volgens Wilders was dit een inbreuk op de vrijheid van meningsuiting. Wilders kondigde aan tegen de beslissing van het Gerechtshof Amsterdam in beroep te gaan bij de Hoge Raad, waarop het Openbaar Ministerie in Amsterdam direct liet weten het onderzoek voor de vervolging niet te zullen opschorten.
Op 20 mei 2009 werd bekend dat het Openbaar Ministerie verder zou gaan met de in januari 2009 aangekondigde vervolging. Mr. J.W. Fokkens, de procureur-generaal bij de Hoge Raad wees het verzoek om de vervolging te staken af. Wilders legde op 20 januari 2010 bij de rechtbank in Amsterdam verantwoording af over zijn islamuitspraken tijdens de zogeheten regiezitting. In oktober 2010 begon het proces. Wilders maakte gebruik van zijn zwijgrecht en werd verdedigd door advocaat Bram Moszkowicz, die tijdens het proces tweemaal een aanvraag tot wraking indiende tegen de rechtbank. De tweede maal, op 22 oktober 2010, werd het wrakingsverzoek toegewezen omdat de schijn van partijdigheid was gewekt. De rechtbank weigerde toen om arabist en getuige-deskundige Hans Jansen, die in de zaal aanwezig was, te verhoren. Aanleiding voor dit verhoor was dat een van de rechters van het Amsterdamse Gerechtshof die had bevolen het proces tegen Geert Wilders te starten, Tom Schalken, zou hebben gepoogd de arabist te beïnvloeden tijdens een etentje bij Bertus Hendriks.
In februari 2011 werd het proces hervat met nieuwe rechters, waarna in mei bekend werd dat het OM opnieuw vrijspraak eiste voor Wilders. Er werd geoordeeld dat Wilders zich niet schuldig had gemaakt aan het beledigen van moslims en het aanzetten tot haat en discriminatie, omdat hij zich slechts had uitgelaten over de islam en niet over de belijders van deze religie. Op 23 juni spraken de rechters hem daarom vrij van alle aanklachten. De advocaat Gerard Spong verzocht hierop de procureur-generaal bij de Hoge Raad, namens een aantal cliënten, om een vordering tot cassatie in het belang der wet in te stellen, maar dit verzoek werd afgewezen.

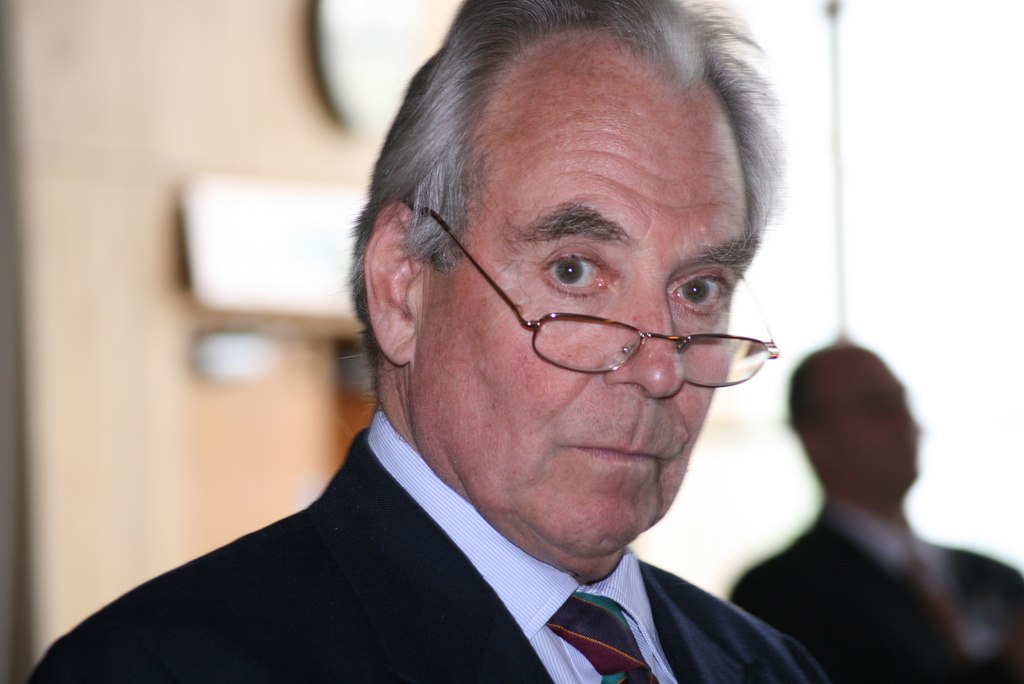
Lord Malcolm Pearson nodigde Wilders uit om Fitna te komen vertonen in het Britse Hogerhuis.

In februari 2009 werd Geert Wilders uitgenodigd door Lord Pearson – lid van het Britse Hogerhuis namens UKIP – om de vertoning van zijn film Fitna bij te wonen. Wilders ontving voor zijn vertrek echter een brief van de Britse ambassade, met de mededeling dat hij het Verenigd Koninkrijk niet in mocht. Wilders besloot toch naar Londen te reizen en vloog in gezelschap van zo'n 50 verslaggevers naar de Londense luchthaven Heathrow. Bij aankomst werd hij tegengehouden door de Britse immigratiedienst, die hem na een korte detentie met het eerstvolgende vliegtuig terug naar Nederland stuurde. Volgens de Britse autoriteiten vormde de aanwezigheid van Wilders een mogelijk gevaar voor de openbare orde en veiligheid.
De Nederlandse regering en sommige politici reageerden met afkeuring op de beslissing van de Britse regering. In het Verenigd Koninkrijk waren de meningen verdeeld. Er kwam vanuit verschillende hoeken afkeuring op grond van de vrijheid van meningsuiting, maar er waren ook berichten waarin de Britse regering juist werd bijgestaan. Het Verenigd Koninkrijk ontzegde Wilders de toegang op basis van een wet uit 2001, die was uitgevaardigd om het weren van terroristen en andere extremisten mogelijk te maken. De Britse regering hield vast aan haar beslissing en zei tegen alle vormen van extremisme op te treden. Een volgende poging van Wilders om het land binnen te komen zou in beschouwing worden genomen, aldus een woordvoerster van het ministerie. Wilders maakte bekend later opnieuw te zullen proberen Engeland binnen te komen en kondigde ook een bezoek aan Denemarken aan, om aldaar een conferentie bij te wonen over vrijheid van meningsuiting en radicalisering, waarop daar toen ook stemmen werden gehoord die ervoor pleitten hem de toegang te weigeren. Onder meer had de Deense premier Lars Løkke Rasmussen zich tijdens een persconferentie aldus uitgelaten, hoewel Wilders zou zijn uitgenodigd door leden van zijn eigen liberale partij. Door alle ophef werd de conferentie verplaatst naar het najaar van 2009. Wilders liet in een reactie weten, zonder daarbij in details te treden, dat hij 'hoe dan ook' binnenkort naar Denemarken zou gaan om er een toespraak te zullen houden over de islam en de vrijheid van meningsuiting. Op 9 juli 2009 diende in Londen zijn beroep tegen de eerdere weigering van de Britse autoriteiten hem toe te laten, in februari 2009. Het Britse Hof van Beroep oordeelde in oktober dat Wilders ten onrechte de toegang tot het land was ontzegd.
Op 15 juni 2009 stelde Wilders – nadat zijn partij bij de Europese Parlementsverkiezingen 2009 de op een na grootste Nederlandse partij was geworden – op de Deense televisiezender DR2 dat alle moslims (volgens hem miljoenen of tientallen miljoenen) die criminaliteit pleegden of erover dachten de Sharia in te voeren Europa moesten worden uitgezet. Eberhard van der Laan, de Nederlandse minister voor Wonen, Wijken en Integratie, verklaarde in een reactie dat Wilders "onzin uitkraamt", en voegde eraan toe dat er in Europa slechts 20 miljoen moslims woonden. Achteraf bleek dat Van der Laan en Wilders de term "Europa" beiden verschillend interpreteerden: Wilders was uitgegaan van het gehele continent Europa, terwijl minister van der Laan doelde op de aantallen binnen de Europese Unie.
Op 10 oktober 2009 verklaarde Wilders zich bereid tot een gesprek met FNV-leider Agnes Jongerius om te bezien of zij samen zich konden verzetten tegen de kabinetsplannen met betrekking tot de AOW-plannen. Dit werd echter door de FNV afgewezen.

## Gedoogsteun, oppositie en regeringsdeelname (2010-heden)

### Verkiezingswinst en gedoogkabinet-Rutte (2010-2012)

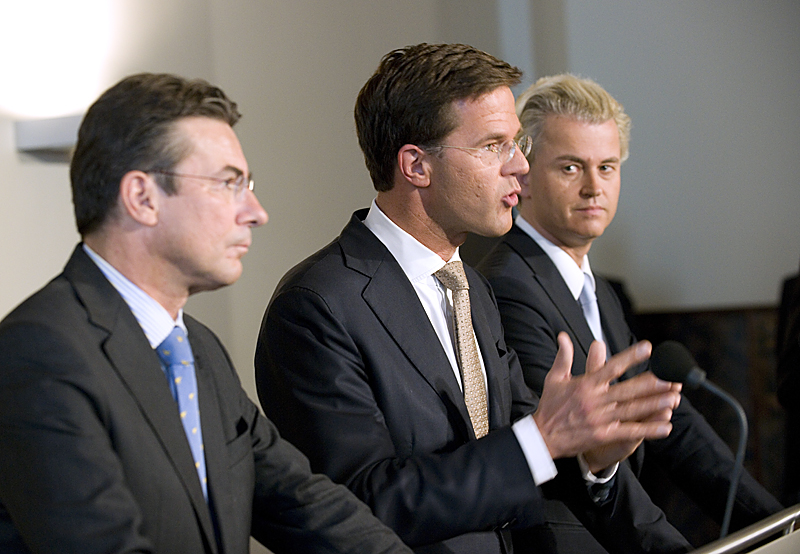
Wilders (rechts) bij de presentatie van het regeerakkoord samen met CDA-leider Maxime Verhagen (links) en de nieuwe premier Mark Rutte (midden).

Na de Nederlandse gemeenteraadsverkiezingen van 3 maart 2010 maakte Wilders op 8 maart, toen bleek dat hij 13.000 voorkeurstemmen had gekregen, bekend dat hij zitting zou nemen in de Haagse gemeenteraad ondanks eerdere toezeggingen dat hij dit niet zou doen. Op 1 juli 2010 verliet hij de Haagse gemeenteraad in verband met zijn werkzaamheden in de Tweede Kamer. In mei was Gabriëlle Popken aangesteld als de parlementaire medewerkster van Wilders. In maart 2010 zei Wilders zijn komst af naar de wereldwijde première in Los Angeles van een film die over hem was gemaakt (Islam Rising: Geert Wilders' Warning to the West), nadat hij erachter was gekomen dat de producent, Christian Action Network, een homofobe organisatie was die onder andere in de jaren negentig beledigende uitspraken had gedaan over homoseksuelen.
Bij de Tweede Kamerverkiezingen 2010 steeg de PVV van 9 naar 24 zetels. Tijdens de daaropvolgende kabinetsformatie schoof Wilders ten tijde van de sterke politieke versplintering de mogelijkheid naar voren van een centrumrechts minderheidskabinet (VVD en CDA), waarbij zijn partij gedoogsteun zou verlenen, mits een aantal PVV-standpunten zouden worden opgenomen. Deze gedoogconstructie zou uiteindelijk werkelijkheid worden.
Begin september sprak Wilders op Ground Zero in New York om er tijdens een demonstratie van de beweging Stop Islamization Of America te ageren tegen de bouw van een islamitisch centrum in de buurt ervan. Van tevoren werd gevreesd voor radicale uitspraken die zouden kunnen leiden tot reputatieschade voor Nederland in het buitenland en daarmee tot problemen bij de kabinetsformatie, maar Wilders hield een relatief gematigde toespraak, waarna het formatieproces voort werd gezet.
In september 2010 werd bekend dat Wilders de Vlaming Paul Belien, de man van Vlaams Belang-Kamerlid Alexandra Colen, als persoonlijk adviseur had aangesteld. Over het feit dat de militante katholiek Belien bekendstaat als tegenstander van homorechten, verklaarde Wilders daarop dat zijn standpunten niet overeenkomen met die van de partij.
In juli 2011 nam Wilders in het openbaar en met veel nadruk afstand van de hoofdverdachte van de aanslagen in Noorwegen, Anders Breivik, die zich kort daarvoor een groot bewonderaar van de PVV en Wilders had verklaard.
In mei 2012 spande Wilders een kort geding aan tegen de Nederlandse staat om het permanente noodfonds voor de euro (ESM) van tafel te krijgen. Wilders noemde het onrechtmatig wanneer een demissionair kabinet bevoegdheden aan Brussel zou overdragen zonder dat de Nederlandse kiezer zich hierover kon uitspreken. Hij eiste dat een besluit over het ESM pas na de verkiezingen zou worden genomen. In een eerdere hoofdelijke stemming in de Tweede Kamer kreeg de PVV steun van 41 Kamerleden, een "substantiële minderheid" volgens Wilders, voor dit plan. Begin juli ontstond er leegloop bij zijn PVV. Nadat eerder Hero Brinkman al afhaakte en op eigen benen was gaan staan, stapten ook de ex-fractieleden Marcial Hernandez en Wim Kortenoeven uit onvrede over de gang van zaken binnen de PVV op.

### Oppositie tijdens Rutte-II (2012-2017)

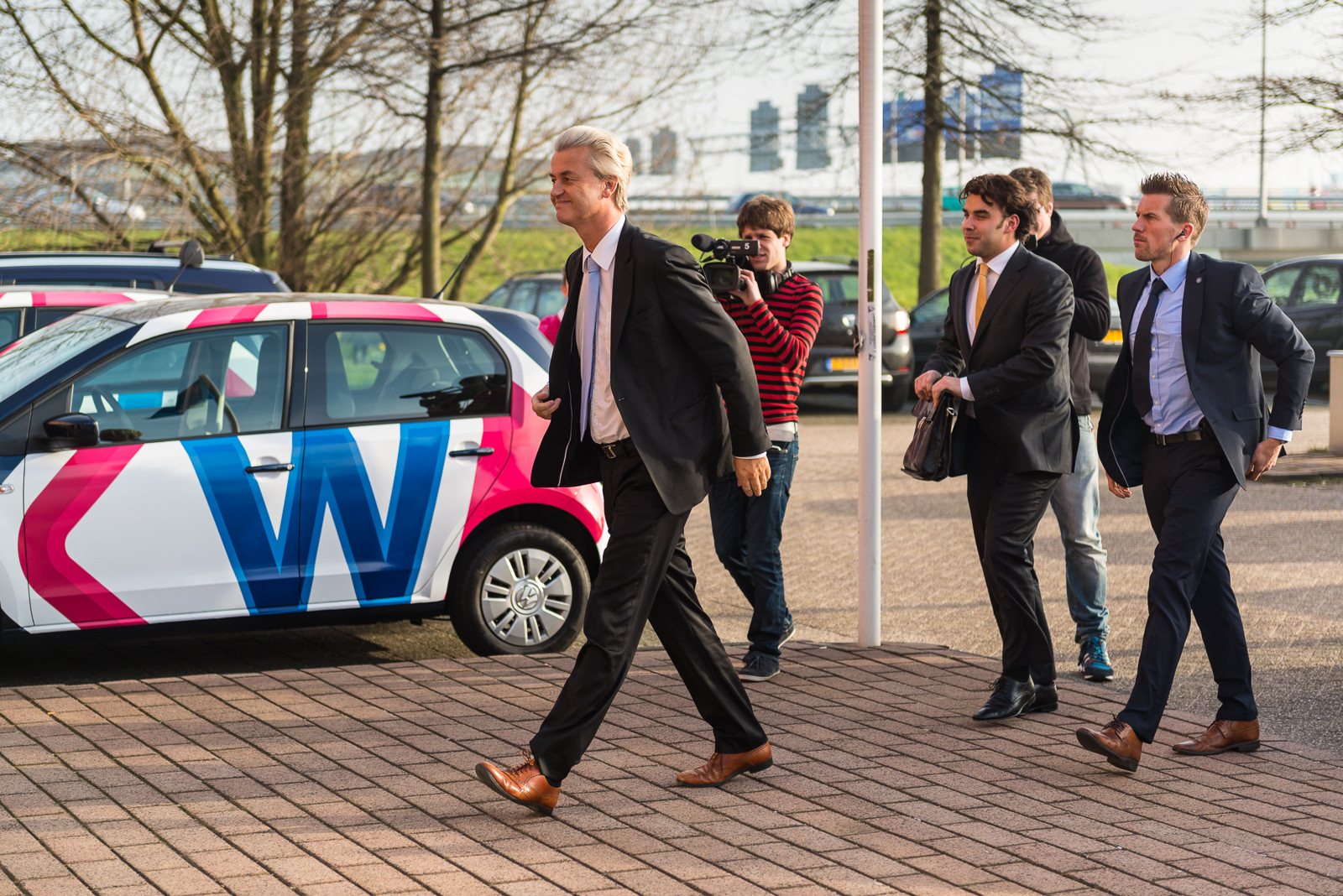
Wilders bij een opname van TV West in 2014.

In februari 2013 bracht Wilders, op uitnodiging van Q Society, een bezoek aan Australië om daar enkele lezingen te houden over "islam, het Westen en vrijheid van meningsuiting". Hij had dit al voor het najaar van 2012 gepland, maar moeten uitstellen omdat hij geen visum kreeg. Wilders hield een toespraak in Sydney en een in Melbourne, die werd voorafgegaan door een valse bommelding. Een geplande derde toespraak in Perth moest worden afgelast omdat Wilders hiervoor geen zaal kon vinden. Wilders' komst naar Australië leidde tot diverse demonstraties en de Australische politici weigerden hem te ontmoeten.
Veel ophef veroorzaakte Wilders in maart 2014 door de gebeurtenissen tijdens de uitslagenavond van de gemeenteraadsverkiezingen van 2014 op 19 maart 2014, waarbij de PVV meedeed in de gemeenten Den Haag en Almere. In een café vol PVV-aanhangers sprak hij de aanwezigen toe, waarbij hij vroeg of ze "meer of minder Marokkanen" wilden. Het publiek scandeerde "minder, minder", waarop Wilders antwoordde: "dan gaan we dat regelen".
Na de Europese verkiezingen sprak Wilders op 30 mei 2014 zijn ambitie uit om plaats te nemen in het Europees Parlement. Hiervoor wilde hij zijn zetel in de Tweede Kamer niet opgeven, alhoewel een dergelijk dubbelmandaat wettelijk is verboden. Uiteindelijk nam hij nooit plaats in het Europees Parlement.
Tijdens de vluchtelingencrisis van 2015 voerde Wilders met de PVV de peilingen aan door zich hard uit te spreken tegen azc's en opvang van vluchtelingen in Nederland. Hij pleitte ervoor om de Nederlandse grenzen te sluiten en vluchtelingen in hun eigen regio op te vangen. Ook ging Wilders het land in om te flyeren en actie te voeren tegen azc's.
Wilders was op uitnodiging van staatssenator van Tennessee, Bill Ketron, in juli 2016 aanwezig bij de Republikeinse Partijconventie 2016 in Cleveland, Ohio waar Donald Trump werd gekozen als de presidentskandidaat van de Republikeinse Partij, met de gouverneur Mike Pence als running-mate. Zo gaf hij een speech op een feestje voor homoseksuele Republikeinen ("LBGTrump").
Naar aanleiding van de uitspraken van Wilders in Den Haag in maart 2014 werd door veel personen aangifte gedaan. Het Openbaar Ministerie besloot in december 2014 om Wilders vanwege zijn "Minder Marokkanen"-uitspraak opnieuw te vervolgen. Het OM koos voor een brede aanklacht, omdat Wilders een groep mensen zou hebben beledigd en zou hebben aangezet tot haat en discriminatie. De aanklacht bestond uit vier verschillende juridische varianten: medeplegen, plegen, uitlokking en doen plegen. Wilders werd bijgestaan door advocaat Geert-Jan Knoops. Op 9 december 2016 veroordeelde de rechtbank Den Haag Wilders wegens groepsbelediging en aanzetten tot discriminatie. Hij werd vrijgesproken van aanzetten tot haat. De rechtbank legde geen straf of maatregel op.

### Opnieuw oppositie (2017-2023)

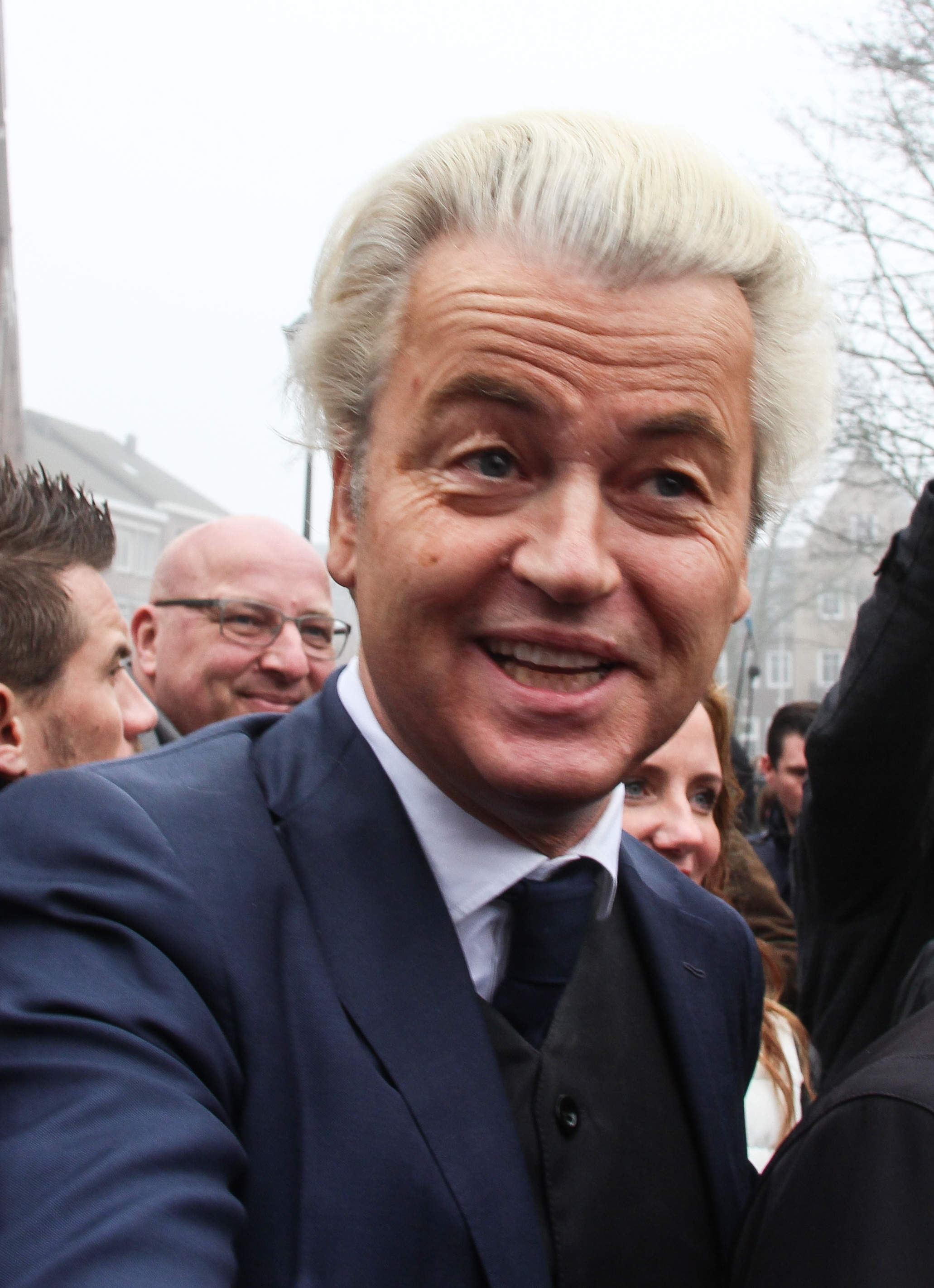
Wilders op campagne in Spijkenisse.

Tijdens de Tweede Kamerverkiezingen van 2017 voerde Wilders opnieuw de PVV-lijst aan. In augustus 2016 presenteerde Wilders het partijprogramma, door hemzelf aangeduid als "het A4'tje". Door de opkomst van het rechts-populisme in Europa en Amerika, en doordat Wilders al geruime tijd hoog scoorde in de peilingen, kregen de verkiezingen van 2017 internationaal veel aandacht. Door de verkiezingswinst van Donald Trump een paar maanden eerder, vroegen buitenlandse media zich af of het "Trump-effect" naar Nederland zou overslaan en Wilders, aangeduid als de "Nederlandse Trump", premier zou worden. Uiteindelijk kwam de VVD onder leiding van Mark Rutte toch voor de derde keer als winnaar uit de bus, en eindigde de PVV met 20 zetels op de tweede plek. Wel kreeg de PVV 5 zetels winst ten opzichte van 2012. Tijdens de kabinetsformatie sloten bijna alle partijen samenwerking met de PVV en Wilders uit. Wilders was hier woedend over.
In oktober 2017 wilde Wilders met zijn Vlaamse geestverwant Filip Dewinter van het Vlaams Belang, een bezoek brengen aan de Brusselse gemeente Sint-Jans-Molenbeek, die de reputatie heeft een broedplaats te zijn voor islamterroristen. Wilders en Dewinter wilden er naar eigen zeggen op "islamsafari". Het bezoek van de twee politici zorgde voor veel commotie en ging uiteindelijk niet door, omdat de komst van het duo volgens de Molenbeekse burgemeester de openbare orde in gevaar kon brengen.
Wilders deed in november 2017 aangifte tegen premier Rutte wegens discriminatie. Volgens Wilders zou de Rutte "de gewone Nederlander" discrimineren door asielzoekers voor te trekken. De zaak werd volgens de PVV-leider door 36.000 mensen ondersteund. In februari 2018 werd de aangifte door het Openbaar Ministerie geseponeerd.
Herhaaldelijk kondigde Wilders aan een cartoonwedstrijd te willen organiseren over de islamitische profeet Mohammed omwille van de vrijheid van meningsuiting. Tegenstanders zagen zulke wedstrijden echter als provocatie. De eerste aankondiging van een dergelijke wedstrijd, in juni 2018, leidde tot grote demonstraties in Pakistan. Demonstranten eisten dat de regering alle banden met Nederland zou verbreken. Het protest was zo fel dat het Nederlandse ministerie van Buitenlandse Zaken een handelsmissie naar Pakistan uitstelde. Daarnaast leverde de wedstrijd Wilders ook veel (doods)bedreigingen op; op station Den Haag Centraal werd een Pakistaan opgepakt die dreigde met een aanslag op Wilders. In augustus 2018 blies Wilders het idee af, naar eigen zeggen "om het risico op slachtoffers van islamitisch geweld te vermijden". In december 2019 kondigde Wilders opnieuw een cartoonwedstrijd aan over Mohammed. Na een paar uur trok hij dat idee alweer in, volgens de politicus zelf omdat zijn "missie geslaagd" is. Hij wilde namelijk aandacht voor de doodsbedreigingen die een Pakistaanse prediker tegen hem heeft geuit, en voor het feit dat Pakistan weigert om de prediker die hem bedreigde te vervolgen.

### PVV grootste partij, regeringsdeelname (2023-heden)

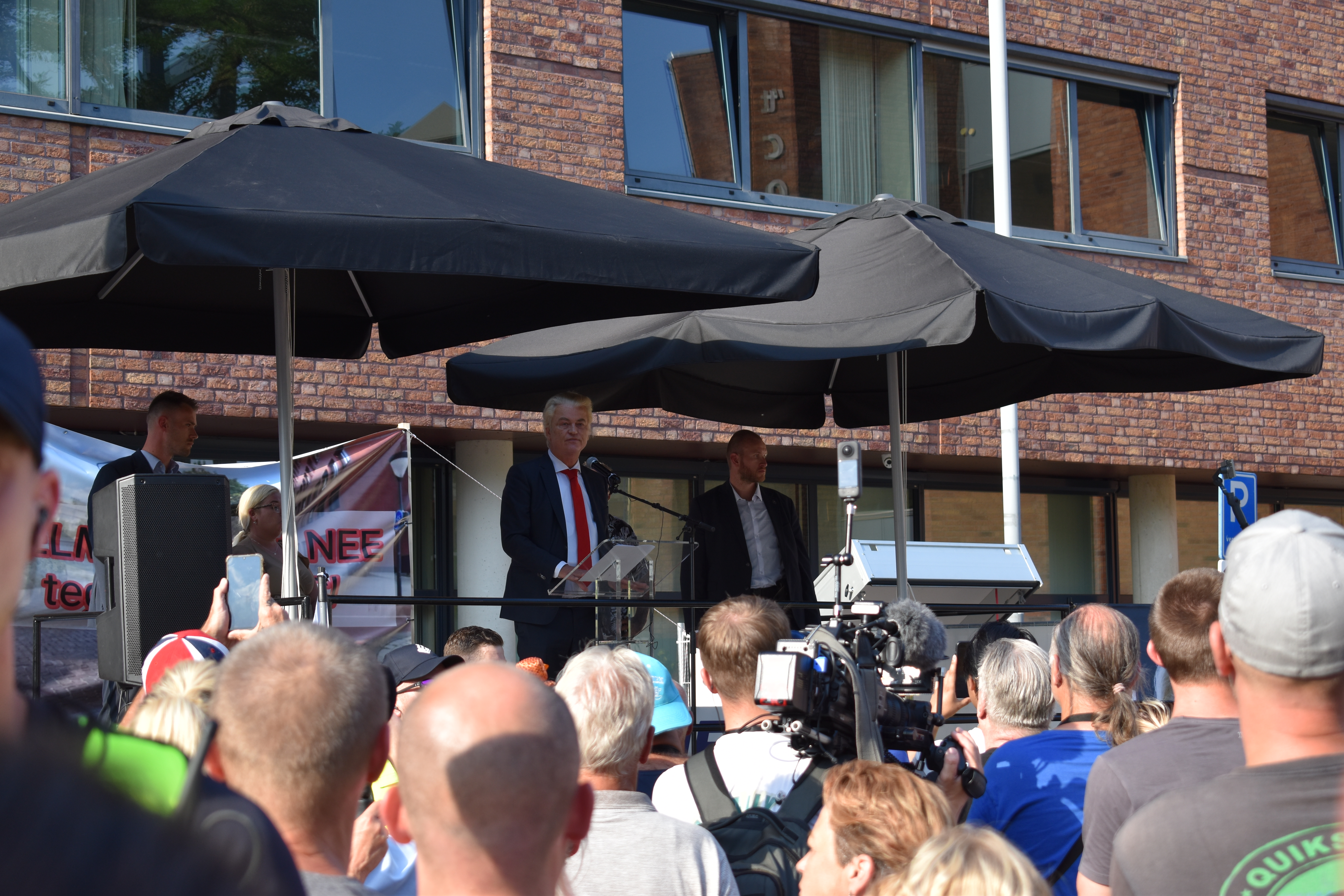
Wilders spreekt tijdens een demonstratie tegen een plan voor een jeugd-azc in Helmond (2025)

In de aanloop naar de Tweede Kamerverkiezingen van 22 november 2023 was migratie een van de dominante thema's. Tijdens de verkiezingscampagne sloot met name Dilan Yeşilgöz, politiek leider van de VVD, de mogelijkheid niet uit om een coalitie te vormen met de PVV. Wilders mat zich meteen een gematigder profiel aan en schortte onder meer zijn plannen om moskeeën in Nederland te verbieden voorlopig op.
Op 22 november 2023 werd de PVV met 37 zetels de grootste partij. Hoewel de PVV in de peilingen in de week voorafgaand aan de verkiezingen steeg, had geen enkel peilingbureau deze uitslag voorspeld.
Na het vertrek van Kees van der Staaij op 5 december 2023 werd Geert Wilders de nestor van de Tweede Kamer.
Tijdens de kabinetsformatie van 2023-'24 werd een coalitie van PVV met VVD, NSC en BBB verkend. De vier partijen bereikten op 15 mei 2024 een onderhandelaarsakkoord, waar de vier fracties 's avonds laat nog mee instemden. Wilders zocht vervolgens bewindslieden aan in zijn netwerk en vroeg ook fractiegenoten om bewindspersoon te worden namens de PVV. Een aantal van hen kreeg kritiek vanwege omstreden uitspraken die zij in het verleden hadden gedaan, wat later uitmondde in een mislukte motie van wantrouwen tegen twee van hen.
Het kabinet-Schoof werd op 2 juli 2024 beëdigd door koning Willem-Alexander. Namens de PVV traden Fleur Agema, Marjolein Faber, Dirk Beljaarts, Barry Madlener, Reinette Klever toe tot het kabinet als ministers, en Zsolt Szabó, Vicky Maeijer, Ingrid Coenradie en Chris Jansen als staatssecretarissen.
Op 27 mei 2025 presenteerde Geert Wilders een lijst met tien harde migratie-eisen, waaronder een asielstop en grensbewaking. Na dagen van mislukte onderhandelingen heeft Wilders op 3 juni 2025 zijn steun ingetrokken in kabinet-Schoof en daarmee viel het kabinet.

## Politieke standpunten
De politieke opvattingen en de handelwijze van Wilders worden niet éénduidig opgevat: hij is onder andere tot het populisme, het rechts-extremisme en het fascisme gerekend. Zelf heeft Wilders de PVV omschreven als 'sociaal-rechts'.

### Over de islam

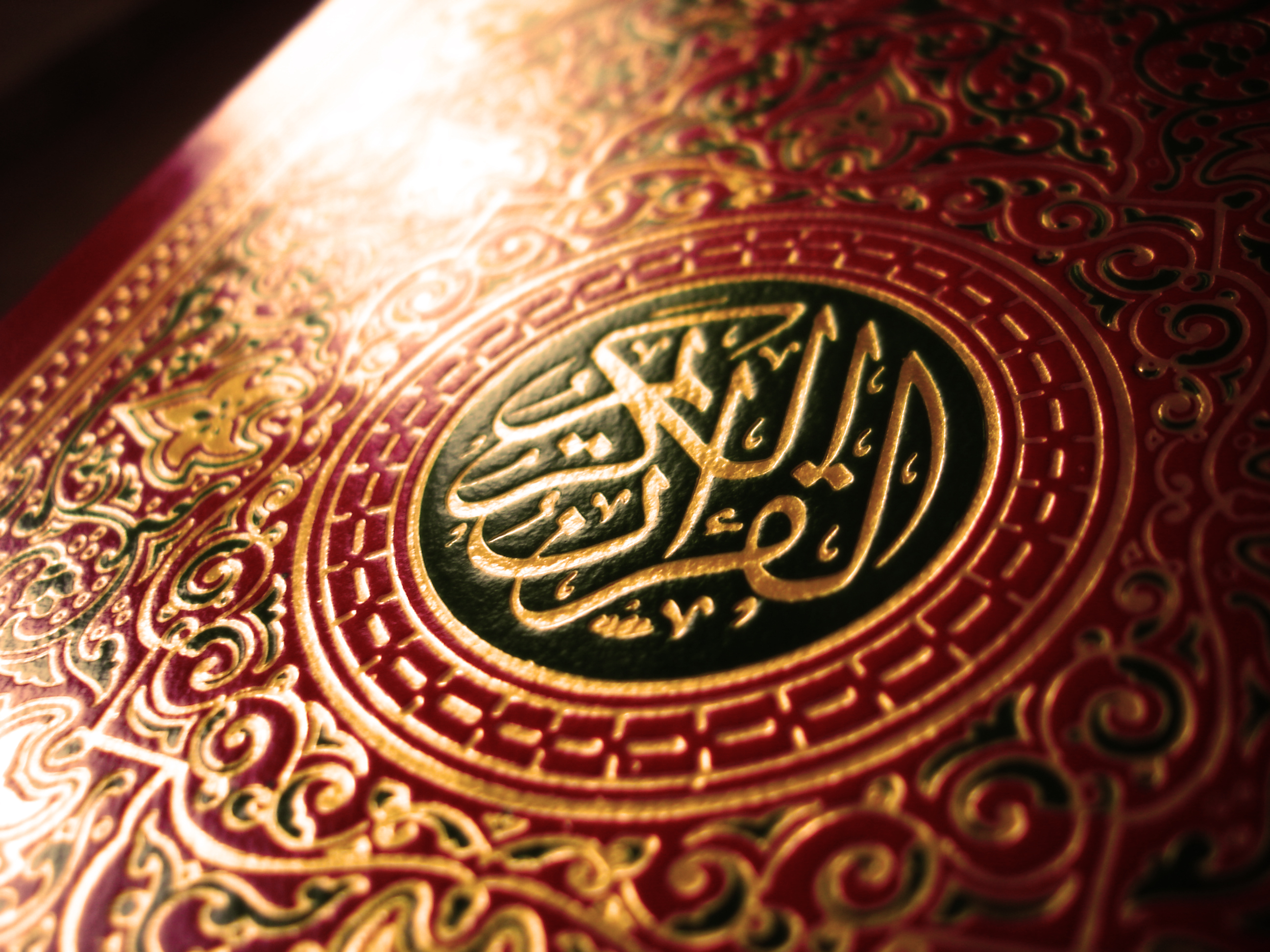
De Koran zou volgens Wilders verboden moeten worden.

Wilders staat bekend als een felle criticus van de islam en van immigratie. Hij omschrijft de islam als een "fascistische ideologie" en pleit in toespraken en in partijprogramma's van de PVV voor het verbieden van de Koran en van moskeeën. Wilders wil daarnaast immigratie uit hoofdzakelijk islamitische landen geheel stoppen en het stemrecht van Nederlanders met een dubbele nationaliteit afnemen. In verkiezingsprogramma's verwijst Wilders doorgaans naar "de voortdurende asieltsunami" of woorden van gelijke strekking. In zijn partijprogramma voor de verkiezingen van het Europese parlement in 2024 wordt echter niet verwezen naar de islam, wel vindt Wilders dat Nederland op asielgebied uitgezonderd moet worden van Europese regelgeving.
Wilders verklaarde in 2008 tijdens een interview dat hij geen moslims haatte, maar wel de islam. Deze godsdienst is door hem bestempeld als "Het Kwaad", een "gewelddadige religie" en een "intolerante en fascistische ideologie".
Al tijdens zijn lidmaatschap van de Tweede Kamer voor de VVD noemde Wilders herhaaldelijk de islam in Nederland als probleempunt, destijds samen met VVD-lijsttrekker Zalm. Het kabinet zou volgens Wilders een onderzoek moeten instellen naar de financiering van moslimorganisaties in Nederland. De Tweede Kamer nam een motie aan om geldstromen vanuit het buitenland naar "ultraorthodoxe organisaties" te verbieden. De uitvoering van die motie zou dan moeten leiden tot sluiting van "radicale moskeeën" of de aanstelling van een meer liberaal moskeebestuur. Ook islamitische scholen werden zijn doelwit. Samen met fractiegenote Ayaan Hirsi Ali bepleitte hij in april 2003 de sluiting van de omstreden El Tawheed-moskee in het Amsterdamse stadsdeel Oud-West en de daaraan gelieerde islamitische basisschool As Siddieq in De Baarsjes. Zij hadden geen vertrouwen in het onderzoek van de gemeente Amsterdam dat gaande was naar As Siddieq. In deze moskee zou een streng-fundamentalistische versie van de islam worden gepredikt.
In maart 2006 verklaarde Wilders dat hij artikel 1 van de Grondwet (het non-discriminatiebeginsel) te willen afschaffen, de grenzen te willen sluiten voor zeker vijf jaar voor niet-westerse immigranten. Ook bepleitte hij een verbod op nieuwe islamitische scholen en moskeeën voor eveneens vijf jaar. Verder wilde hij een preekverbod voor buitenlandse imams en een verbod op het preken in een andere dan de Nederlandse taal. Begin 2007 haalde Wilders opnieuw de krantenkoppen, nadat hij had geopperd dat moslims de helft uit de Koran moesten scheuren als ze in Nederland wilden blijven. Er stonden immers "genoeg verschrikkelijke dingen" in de Koran, aldus Wilders.
Op 8 augustus 2007 pleitte Wilders in een ingezonden brief in de Volkskrant voor een verbod op de Koran. Hij noemde het een fascistisch boek en "het islamitische Mein Kampf". Volgens Wilders zou de Koran verboden moeten worden, omdat het boek zou aanzetten tot geweld tegen joden en niet-moslims. Verder sprak hij van "de islamitische invasie", wilde hij "geen moslimimmigrant er meer bij" en zou de politiek "meewerken aan de transformatie van Nederland in Nederabië als provincie van de islamitische superstaat Eurabia". Ongeveer een maand later, op 6 september 2007, noemde Wilders de toenmalige minister Ella Vogelaar (Wonen, Wijken en Integratie) tijdens een debat over wereldwijd islamitisch activisme in de Tweede Kamer "knettergek". Die kwalificatie bezigde hij naar aanleiding van een interview met de bewindsvrouw enkele maanden eerder, waarin zij had gezegd het voorstelbaar te achten dat er over een paar eeuwen gesproken zou worden van de joods-christelijke-islamitische tradities van Nederland. Op 15 januari 2010 gaf André Rouvoet, minister van Jeugd en Gezin, hierop een waarschuwende reactie waarin hij stelde dat politici als Wilders de joods-christelijke cultuur gebruiken om zich te keren tegen de islam.
In augustus 2009 noemde Wilders in Kamervragen de profeet Mohammed een "zieke pedofiel" en vergeleek hem met een varken. Deze vergelijking maakte hij naar aanleiding van het feit dat de autoriteiten in Saoedi-Arabië een 10-jarige bruid terugstuurden naar haar 80-jarige man, in vragen over de gevluchte bruid aan minister van Buitenlandse Zaken Verhagen. Tegenover het weekblad Elsevier zou hij zich op dergelijke wijze hebben geuit.
Op 16 september 2009, bij de algemene politieke beschouwingen, pleitte Wilders er in de Tweede Kamer voor dat voor het dragen van een hoofddoek vanuit het islamitische geloof een vergunning verplicht zou worden gesteld die € 1000 per jaar zou kosten, ter ontmoediging. Voor deze voorgestelde maatregel gebruikte hij de zelfbedachte term "kopvoddentaks", die hierna veel bekendheid heeft gekregen. Desgevraagd verzekerde hij de Kamer dat dit een serieus voorstel was. Hij kreeg echter geen steun van andere partijen en heeft uiteindelijk ook nooit een initiatiefwet hiervoor ingediend.
In samenwerking met het Christian Action Network (CAN) heeft PRB Films de documentaire Islam Rising: Geert Wilders' Warning to the West gemaakt, die in 2010 is uitgekomen. Vanwege homofobe uitspraken die aan een van de producenten van het CAN worden toegeschreven, weigerde Wilders de première van de documentaire te bezoeken. Hierop werd de speciale première in het geheel afgeblazen. Pamela Geller en Robert Spencer van het Freedom Defense Initiative verklaarden dat zij geen verkeerde indruk wilden wekken over hun agenda of die van Geert Wilders: "Het Freedom Defense Initiative staat, net als Geert Wilders, voor de mensenrechten van iedereen, ongeacht religie, huidskleur of seksualiteit in de strijd tegen de mondiale jihad die dagelijks tracht om discriminerende beperkingen gebaseerd op de Sharia op te leggen aan vrije mensen".
Hoewel Geert Wilders voor zo weinig mogelijk moskeeën is, heeft hij zich in oktober 2010 op Twitter wel uitgesproken tegen het geweld tegen moskeeën.
In een interview met de NOS eind 2012 verklaarde Wilders de strijd tegen de islam tot zijn dood vol te willen houden. In een interview met diezelfde omroep op 22 februari 2016 met Michiel Breedveld, terugkijkend op tien jaar PVV, verklaarde Wilders dat hij al voor de opkomst van ISIS en Al-Nusra had aangegeven waartoe de islam volgens hem toe kan leiden in Europa.

### Over Israël en het Midden-Oosten
Wilders heeft van zijn zeventiende tot zijn negentiende in Israël gewoond. Gedurende vijfentwintig jaar heeft hij naar eigen zeggen dit land zo'n veertig maal bezocht, waarbij hij o.a. Ariel Sharon en Ehud Olmert ontmoet heeft. Wilders heeft Sharon, samen met de Britse oud-premier Margaret Thatcher (Iron Lady), tevens als een van zijn voorbeelden genoemd.
Oorspronkelijk wilde Wilders verhuizen naar de Joodse staat, omdat hij vond dat je daar nog 'kon werken voor je geld'. Wilders werkte aldaar in broodfabrieken en een mosjav, om met zijn verdiende geld rond te reizen in Israël en omliggende landen. In een verkiezingstoespraak in Tel Aviv in 2003 verklaarde hij zich speciaal verbonden te voelen met Israël. Hij voelde zich, naar eigen zeggen, in dit land onmiddellijk thuis; tegenover Der Spiegel sprak Wilders ook over de "mogelijk" joodse achtergrond van zijn voorouders.
In juni 2009 zei Wilders in gesprek met de Israëlische krant Haaretz dat Israël de "voorhoede" van het Westen is en in die hoedanigheid de eerste verdedigingsgordel van Europa tegen de "oprukkende islamiseringsgolf". Hij voegde hieraan toe dat Europa dit niet besefte en de EU "eenzijdig tegen Israël" bleef. Ook verklaarde hij "geschokt" te zijn over uitspraken van Barack Obama in Caïro waarin toenadering van het Westen tot het Oosten werd voorgestaan, en zich zorgen te maken over de afbrokkelende steun aan Israël. Hij liet zich daarnaast uit over de tweestatenoplossing en de Israëlische minister Avigdor Lieberman van Jisrael Beeténoe. Daarbij verwees hij naar Winston Churchills plan uit de jaren 20. Op 11 november 2009 voerde Wilders met Lieberman overleg om de banden tussen beide partijen te verstevigen.
Wilders verklaarde op 8 mei 2008 – naar aanleiding van nieuwe mediaberichten over vrede tussen Israël en de Palestijnen – geheel achter de opvattingen van het revisionistisch zionisme te staan. Naast sympathisant van Ze'ev Jabotinski, grondlegger van het revisionistisch zionisme, en tegenstander van het gedeeltelijk teruggeven van land aan de Palestijnen voor een onafhankelijke staat Palestina, verklaarde Wilders nogmaals, dat de westerse vrije volken "diepe dankbaarheid" tegenover Israël zouden moeten tonen.
Op 23 oktober 2010 gaf Wilders via Twitter zijn mening over de toekomst van de door Israël betwiste gebieden, die in de toekomst een Palestijnse staat zouden vormen. Hij noemde Jordanië "de enige Palestijnse staat die er ooit zal komen". Aanleiding voor Wilders’ uitlatingen was de opmerking van Richard Falk, VN-vertegenwoordiger voor de mensenrechten in de Palestijnse gebieden, die zei somber te zijn gestemd over de mogelijkheid van de vorming van een Palestijnse staat, juist vanwege de vele Joodse nederzettingen in het betwiste gebied. In 2024 leidde dit standpunt van Wilders tot een diplomatieke rel, waarbij het Jordaanse Ministerie van Buitenlandse Zaken de Nederlandse ambassadeur op het matje heeft geroepen.

### Over Rusland en Oost-Europa
Medio jaren negentig van de twintigste eeuw brak Wilders als beleidsmedewerker voor de VVD een lans voor de positie van Hongaren in Oost-Europese landen als Roemenië, Slowakije, Servië en Oekraïne. Volgens Wilders cs. werden etnische Hongaren in die landen onderdrukt. De VVD nam in oktober 1996 afstand van de Hongarije-werkgroep waar Wilders lid van was, na vragen van diplomaten uit Slowakije.
Bij een bezoek aan de Doema in Moskou in februari 2018 pleitte hij voor herstel van de vriendschapsbanden met Rusland. In september 2023 sprak Wilders zich uit tegen sancties tegen Rusland.

### Andere standpunten
De visie van Wilders en de PVV, zoals gepubliceerd in het verkiezingsprogramma voor de verkiezingen van 2006, omvat verder onder meer een belastingverlaging van 16 miljard voor burgers en ondernemers en het afschaffen van het vmbo, de Eerste Kamer en het Europees Parlement en het gedoogbeleid.
Eind 2007 uitte Wilders zijn ergernis over de kersttoespraak van koningin Beatrix, omdat die volgens hem tegen de PVV zou zijn gericht. Hij opperde dat koningin Beatrix geen deel meer mocht uitmaken van de regering en nog uitsluitend ceremoniële taken zou moeten vervullen.
Vanaf 2008 begon Wilders ook op het vlak van sociaal-economisch beleid uitgesproken standpunten in te nemen. In september 2009 sprak hij zich expliciet uit tegen de door het kabinet-Balkenende IV geplande verhoging van de AOW-leeftijd van 65 naar 67 jaar, tegen de verlaging van de werkloosheidsuitkeringen, tegen verlaging van pensioenen, tegen verlaging van gehandicaptenuitkeringen. Wilders heeft zich gedefinieerd als man van een "volkspartij". Hij heeft gepleit voor het in de overheidsbegroting afschaffen van zaken als immigratie, ontwikkelingshulp en klimaatbeleid.
Hij bepleitte ook lange tijd een 'nexit', het vertrek van Nederland uit de Europese Unie en uit de eurozone. In zijn verkiezingsprogramma voor de Europese verkiezingen van 2024, dat in april van dat jaar uitkwam, wordt dit standpunt echter niet meer genoemd. Hij wil gaan deelnemen aan de macht en energie steken "in het hervormen van de Europese Unie van binnenuit".

## Neologismen
Wilders heeft enkele neologismen en staande uitdrukkingen in de Nederlandse taal gemunt waarmee hij zijn politieke standpunten uitdraagt.
- bedrijfspoedel: jegens PvdA-leider Job Cohen, die 'aan het lijntje' van het kabinet-Rutte I zou lopen. Cohen wierp tegen dat Wilders als gedoogpartner het kabinet elk moment kon laten vallen als hij het ermee oneens was (21 september 2011).[248]
- kopvoddentaks: een belasting op het dragen van hoofddoeken (16 september 2009).
- tuigdorp: een buurt waar veelplegers geïsoleerd kunnen wonen (10 februari 2011).
- woestijngodsdienst: verwijzend naar de islam, een "ideologie die voortkomt uit de woestijn en alleen maar woestijnen kan voortbrengen, omdat ze de mens geen vrijheid gunt." In Trouw repliceerden religiedeskundigen dat het christendom en jodendom dan ook "uit de woestijn" kwamen; bovendien is de islam feitelijk eerder in stedelijke dan woestijnachtige gebieden ontstaan en ontwikkeld (11 februari 2011).[249]
- Henk en Ingrid: Wilders' ideaalbeeld van een doorsnee Nederlands echtpaar.

## Persoonlijk leven

### Privé

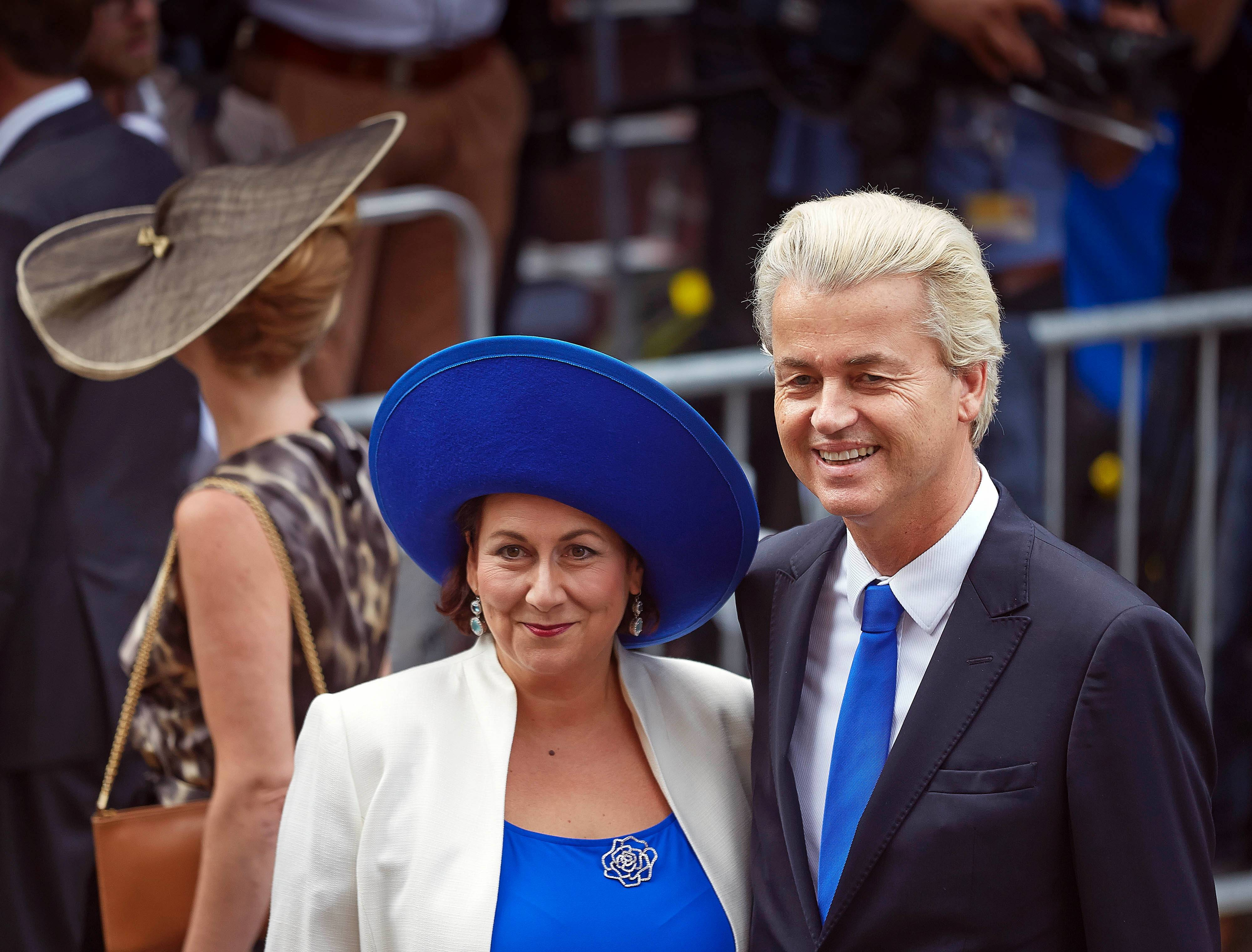
Wilders met zijn vrouw op Prinsjesdag 2014.

Wilders was twintig jaar oud toen hij voor het eerst trouwde. Het huwelijk was van korte duur. Op 31 juli 1992 trad hij voor de tweede keer in het huwelijk, ditmaal met de Hongaarse diplomate Krisztina Márfai in Boedapest. Zij hebben geen kinderen.
Op zijn achttiende verjaardag liet Wilders zich uitschrijven uit de kerkelijke registers en sindsdien beschouwt hij zichzelf als agnost. Hoewel hij niet meer religieus is, beschouwt hij Nederlandse christenen als natuurlijke bondgenoten vanwege gedeelde waarden.
In juni 2011 werd bekend dat Geert Wilders ruim een jaar eerder een privébedrijf had opgericht (OnLiberty BV) dat was gericht op het "verwerven en exploiteren van rechten van intellectueel eigendom", echter zonder te voldoen aan de wettelijke verplichting dit in de openbare registers van de Tweede Kamer te laten opnemen. Als vestigingsadres had Wilders het adres van de Tweede Kamer opgegeven, hoewel het niet gebruikelijk is dat daar een privébedrijf is gevestigd. Als verklaring voerde Wilders aan uit veiligheidsoverwegingen te hebben gehandeld. Verder verklaarde hij dat de activiteiten van OnLiberty BV niets met de PVV te maken hadden. In september 2011 verhuisde OnLiberty BV formeel naar Breda.
Wilders is een fan van attractiepark De Efteling en met name de attractie Droomvlucht. Verder is Wilders filmliefhebber, fan van stripreeksen als Donald Duck, en een groot bewonderaar van oud-voetballer Johnny Rep.

### Bedreigingen
Vooral sinds Wilders in de media kwam, na zijn pamflet, wordt hij bedreigd. Een eerdere bedreiging dateert echter al van 10 oktober 2003 waarop de bedreiger gearresteerd en schuldig verklaard werd. Echter, sinds zijn afsplitsing van de VVD is er sprake van een stroom bedreigingen.

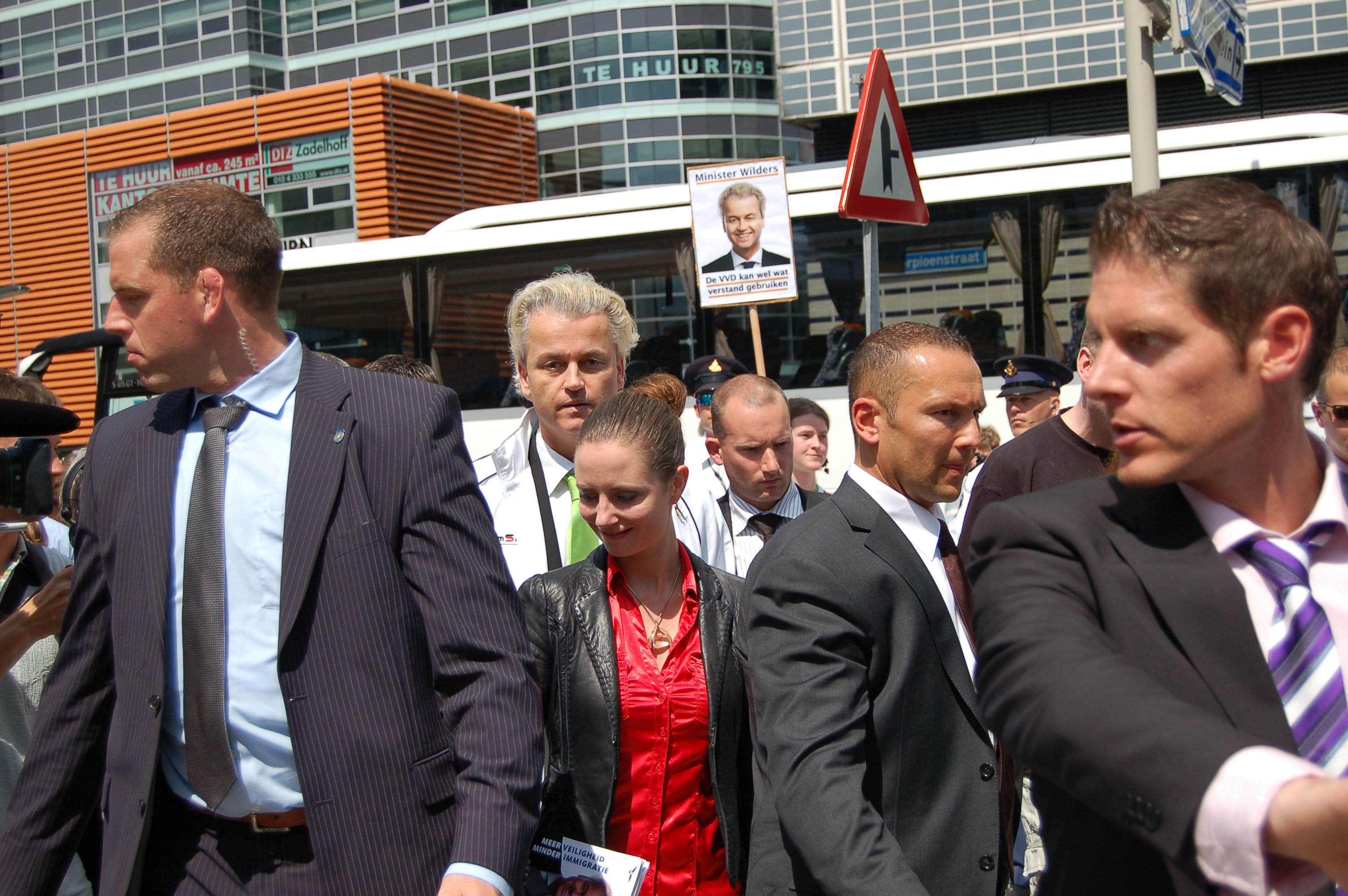
Wilders, hier met partijgenoot Fleur Agema, wordt permanent beveiligd vanwege vele bedreigingen aan zijn adres

Na de moord op Theo van Gogh op 2 november 2004, werd Wilders in het geheim meegenomen naar een schuiladres, omdat de politie het risico voor Wilders te groot achtte. Sindsdien wordt hij 24 uur per dag bewaakt. In de eerste weken die volgden werd Wilders elke dag, en soms meerdere keren per dag, naar nieuwe locaties gebracht. Op 15 december keerde Wilders voor de eerste keer terug in de Tweede Kamer. Enkele weken later kreeg hij een vaste, toentertijd geheime, locatie in een gevangeniscel op Kamp Zeist.
Op 18 februari 2005 maakte collega-Kamerlid Ayaan Hirsi Ali van de VVD in een interview met NRC Handelsblad de verblijfplaats van haarzelf en Wilders bekend. Ze zei dat ze opgesloten zat in een kazerne in Amsterdam en eiste een gewone en goed beveiligde woning. Wilders was het daarmee eens. Een week later kreeg ze die toegewezen; Wilders moest nog enkele weken meer geduld opbrengen.
Geregeld doet Wilders aangifte van bedreigingen, die onder meer via sociale media worden geuit.
De 27-jarige Pakistaan Junaid I. kreeg in november 2019 door de rechtbank Den Haag een gevangenisstraf van 10 jaar opgelegd, na de verspreiding van een video-boodschap waarin hij Wilders met de dood bedreigde vanwege diens Mohammedcartoonwedstrijd. I. was een dag na het plaatsen van de video aangehouden op het Centraal Station in Den Haag. De rechtbank bevond hem schuldig aan het voorbereiden van en dreigen met een terroristisch misdrijf en het opruien tot een terreurdaad.
In 2020 werd Wilders opnieuw bedreigd door de terreurbeweging Al-Qaida. De Franse krant Le Monde beschikte over een verklaring van de Jemenitisch-Arabische tak van al-Qaida, AQAS. Wilders werd daarin als mede-doelwit genoemd bij dreigementen aan het adres van het Franse weekblad Charlie Hebdo.

## Prijzen
Op 20 september 2007, tijdens de tweede dag van de Algemene Beschouwingen, kreeg Wilders de Klare taal-prijs overhandigd door Seloua Ouladhaddou van de Nationale Jeugdraad voor zijn heldere taalgebruik tijdens die beschouwingen.
Op 15 december 2007 werd Wilders door de NOS-radio tot Politicus van het Jaar 2007 uitgeroepen. De parlementaire pers roemde hem om zijn vermogen "de politieke discussie te overheersen", het "debat naar zich toe te trekken" en de "publiciteit te halen met goed getimede oneliners". Omdat Wilders de enige was die zowel bij pers als publiek hoog scoorde, is hij door de redactie tot uiteindelijke winnaar uitgeroepen. In 2008 eindigde hij als derde in de Politicus van het Jaar-verkiezing, achter Wouter Bos (PvdA) en Alexander Pechtold (D66).
In 2008 werd hem de Freedom Award toegekend voor zijn inzet voor de vrijheid van meningsuiting door de American Freedom Alliance, een organisatie die zich bezighoudt met "het identificeren van bedreigingen tegen de westerse beschaving". Voor hetzelfde jaar riep het conservatieve Amerikaanse instituut David Horowitz Freedom Center Geert Wilders uit tot man van het jaar.
In 2010, 2013, 2015 en 2016 verkoos het publiek van EenVandaag hem tot politicus van het jaar.
Op 17 september 2015 kreeg hij de Debatprijs Algemene Politieke Beschouwingen 2015 van het Nederlands Debat Instituut als beste debater mede vanwege zijn interrupties bij andere fractievoorzitters. Premier Rutte eindigde als tweede.
In augustus 2022 ontving Wilders het Commander’s Cross of the Order of Merit of Hungary. Met deze staatsonderscheiding werd hij bedankt voor zijn 'consistente steun aan Hongarije en zijn activiteiten om de golf van illegale immigratie te stoppen'. Op 27 september reikte de Hongaarse minister van Buitenlandse Zaken de Hongaarse Presidentiële onderscheiding uit aan Wilders in Boedapest.
Van de Amerikaanse, conservatieve denktank David Horowitz Freedom Center ontving Wilders in Naples (Florida) in november 2024 de Annie Taylor Award. Het was zijn tweede onderscheiding van deze denktank.
Op 20 december 2024 werd hij (samen met Henri Bontenbal) gekozen tot Nederlands politicus van het jaar.

## Publicaties
- Op 31 januari 2005 publiceerde Wilders zijn Rotterdam-speech[285] op de Groep Wilders-website. Hierin zette hij onder andere zijn politieke standpunten uiteen.
- Op 13 maart 2005 publiceerde Wilders zijn 'Onafhankelijkheidsverklaring'.[286] Hierin werd door Wilders uiteengezet waar zijn partij voor staat.
- Op 19 april 2005 ging de eerste druk van Wilders' boek 'Kies voor Vrijheid' in de verkoop. Het boek is een korte autobiografie, die de nadruk legt op zijn leven vanaf zijn tienpuntenplan. Tevens is hierin de eerder genoemde 'Onafhankelijkheidsverklaring' opgenomen.
- In mei 2012 werd zijn boek Marked for Death: Islam's War Against the West and Me uitgebracht. Naar verluidt zou Paul Belien hiervoor als ghostwriter hebben gefungeerd.[287]